# Accadia
Accadia (AFI: /akkaˈdia/; Accadia in dialetto dauno-irpino, [akkəˈdiə]) è un comune italiano di 2 194 abitanti della provincia di Foggia in Puglia.
Situato tra i monti della Daunia a 650 m s.l.m. conserva lo storico Rione Fossi (il nucleo più antico del centro abitato) nonché il santuario della Madonna del Carmine, quest'ultimo sorto a oltre 1 000 metri di altitudine alle falde del monte Crispignano.

## Geografia fisica
Il centro abitato, posto a 650 m s.l.m., è tra i più elevati della Puglia e l'intero territorio comunale è prevalentemente montuoso.
Esso comprende diversi dei rilievi più elevati del monti della Daunia, tra i quali monte Crispignano (1105 m), che è tra i più importanti della regione, sia per altitudine, sia per interessi religiosi, e monte Tre Titoli (1030 m), il cui nome deriva dal caratteristico aspetto geomorfologico che mostra in successione, dal più piccolo al più grande, tre caratteristici rilievi allungati in senso est-ovest, chiamati, appunto, i Tre Titoli.

### Territorio
Il territorio comunale confina con quelli di altri cinque comuni della stessa provincia di Foggia: Sant'Agata di Puglia, Monteleone di Puglia, Deliceto, Bovino e Panni.

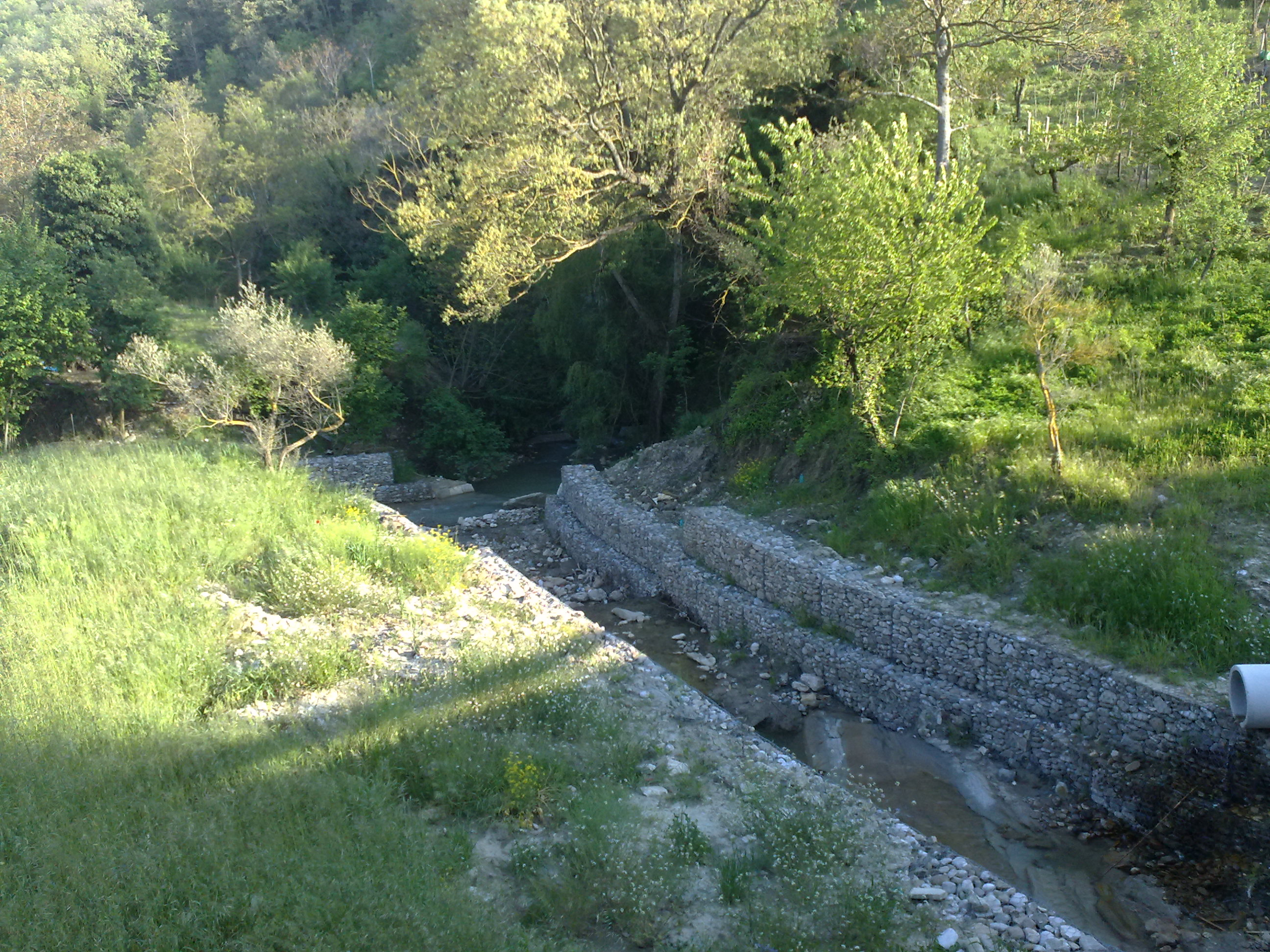
Torrente nei pressi di Accadia

Nel territorio comunale non sono presenti fiumi di rilievo, ma soltanto piccoli torrenti e alcuni specchi e fili d'acqua. Tra questi vi sono: il torrente Frugno, che scorre ai piedi del centro abitato e che è un affluente del fiume Carapelle, e il torrente Rotato. I due torrenti si riuniscono a sud-est del paese. Più numerose sono, invece, le sorgenti e i piccoli ruscelli.
- Classificazione sismica: zona 1 (sismicità elevata-catastrofica), Ordinanza PCM n. 3274 del 20/03/2003

### Clima

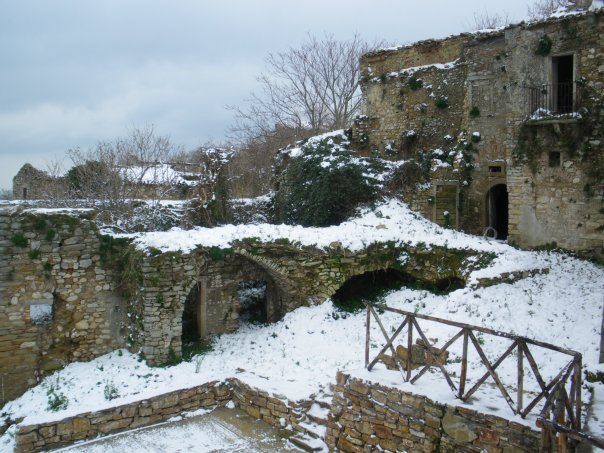
Rione Fossi innevato

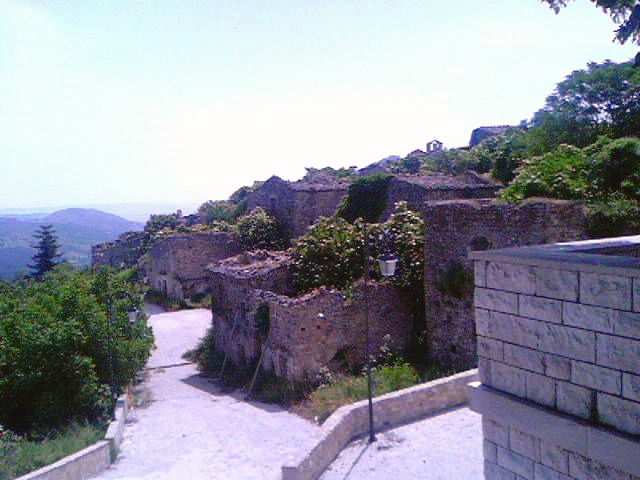
Case del Rione Fossi

Accadia ha il tipico clima dell'alta collina, con inverni freddi e spesso nevosi ed estati temperate.
Durante l'inverno il manto di neve può raggiungere anche i 20–30 cm di spessore; più raramente la coltre bianca può arrivare anche a 40–50 cm.
La temperatura media mensile del mese di gennaio si attesta attorno ai 5 °C, quella del mese di agosto attorno ai 22,8 °C.
Rilevante durante tutto il corso dell'anno è l'elevato tasso di umidità e una forte ventosità, che spesso crea dei problemi nell'attività agricola.
Nella tabella sottostante sono riportati i valori medi che si registrano ad Accadia.
| Mese                         | Mesi  | Mesi    | Mesi    | Mesi  | Mesi  | Mesi  | Mesi    | Mesi    | Mesi    | Mesi  | Mesi  | Mesi  | Stagioni | Stagioni | Stagioni | Stagioni | Anno |
| Mese                         | Gen   | Feb     | Mar     | Apr   | Mag   | Giu   | Lug     | Ago     | Set     | Ott   | Nov   | Dic   | Inv      | Pri      | Est      | Aut      | Anno |
| ---------------------------- | ----- | ------- | ------- | ----- | ----- | ----- | ------- | ------- | ------- | ----- | ----- | ----- | -------- | -------- | -------- | -------- | ---- |
| T. max. media (°C)           | 8,1   | 9,2     | 12,0    | 16,1  | 21,0  | 25,4  | 28,4    | 28,6    | 24,3    | 18,6  | 13,3  | 9,8   | 9,0      | 16,4     | 27,5     | 18,7     | 17,9 |
| T. media (°C)                | 5     | 5,7     | 8,0     | 11,4  | 15,8  | 19,9  | 22,6    | 22,8    | 19,3    | 14,5  | 9,9   | 6,7   | 5,8      | 11,7     | 21,8     | 14,6     | 13,5 |
| T. min. media (°C)           | 2     | 2,2     | 4,0     | 6,7   | 10,6  | 14,4  | 16,9    | 17,1    | 14,3    | 10,5  | 6,5   | 3,6   | 2,6      | 7,1      | 16,1     | 10,4     | 9,1  |
| Giorni di gelo (Tmin ≤ 0 °C) | 9     | 8       | 3       | 1     | 0     | 0     | 0       | 0       | 0       | 1     | 3     | 5     | 22       | 4        | 0        | 4        | 30   |
| Precipitazioni (mm)          | 69    | 62      | 57      | 54    | 44    | 34    | 26      | 31      | 50      | 75    | 84    | 78    | 209      | 155      | 91       | 209      | 664  |
| Giorni di pioggia            | 11    | 10      | 9       | 9     | 6     | 4     | 2       | 3       | 6       | 8     | 11    | 11    | 32       | 24       | 9        | 25       | 90   |
| Umidità relativa media (%)   | 79,9  | 78,7    | 76,0    | 72,7  | 71,0  | 67,6  | 62,8    | 63,9    | 70,5    | 76,5  | 79,6  | 80,2  | 79,6     | 73,2     | 64,8     | 75,5     | 73,3 |
| Vento (direzione-m/s)        | N 4,8 | NNW 5,0 | NNW 4,6 | N 4,3 | E 3,8 | S 3,6 | SSW 3,6 | SSW 3,5 | SSE 3,5 | E 3,8 | E 4,4 | N 4,8 | 4,9      | 4,2      | 3,6      | 3,9      | 4,1  |

- Classificazione climatica: zona E, 2223 GG

## Origini del nome
Secondo una vecchia congettura la prima parte del toponimo ("Acca-") deriverebbe dal nome dell'oppidum italico di Accua, distrutto nel 213 a.C. dai Romani nel corso della seconda guerra punica, mentre la seconda parte ("-dia") trarrebbe forse origine da Dea o Idea, altro nome della dea Cibele venerata in epoca pre-cristiana in un sito citato nell'Itinerarium Antoninianum come Ad Matrem Magnam e noto in epoca contemporanea come Limètara (da Ad Demetriam). Un'antica statua in pietra rinvenuta nel territorio comunale, raffigurante la dea con il volto di civetta, è tuttora custodita nella sede municipale. Tuttavia Tito Livio poneva Accua a metà strada tra Herdonia e Luceria, dunque relativamente lontano dall'attuale Accadia; e in effetti Accua potrebbe anche costituire una semplice variante grafica di Aeca (o Aecae, un'antica città situata presso l'attuale Troia).
In epoca contemporanea si ritiene perciò più verosimile che il nome Accadia derivi invece da un idronimo, ossia dal latino Aqua (ca)diva (="acqua che cade", "acqua corrente"), poi divenuto Aquediae, per via dell'ampia presenza di sorgenti e cascatelle nel territorio comunale e in contrapposizione ad Acquatorta (="acqua deviata, incanalata"), nome di un grosso casale medievale distante qualche chilometro. In effetti in alcune fonti il paese è chiamato anche Acquadia.

## Storia

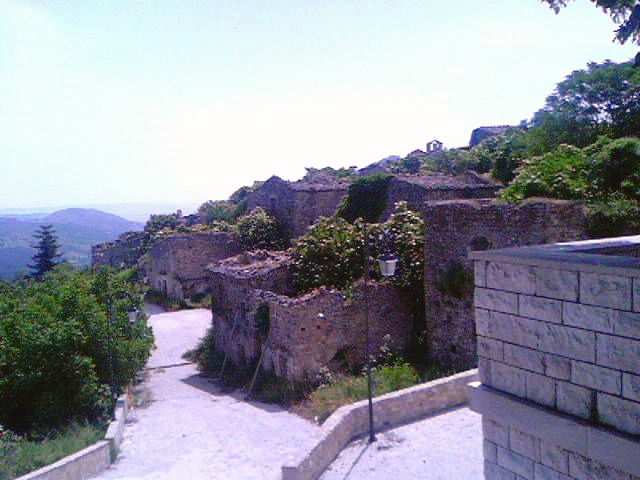
Veduta del rione Fossi, il nucleo originario di Accadia

### Preistoria
Il popolamento del territorio di Accadia è molto antico, e questo è testimoniato soprattutto dal ritrovamento di caverne e di fossi lungo la pendice orientale della collina su cui, attualmente, sorge l'abitato (rione Fossi). Queste furono adibite a rifugio di piccole comunità umane sin dall'epoca preistorica.

### Periodo romano e alto medioevo
Durante l'impero romano l'area fu interessata dai commerci che si sviluppavano lungo la trafficata rete viaria dell'Appennino, tra Roma e l'Apulia. Ne è testimonianza il ritrovamento dei resti di una taverna romana. L'area, durante tale periodo, fu anche soggetta ad un intenso sfruttamento agricolo.
Dopo le invasioni barbariche, Accadia rientrò nella sfera di influenza del castello di Sant'Agata, che in seguito divenne un gastaldato longobardo. La progressiva cristianizzazione della zona vide molte comunità religiose stabilirsi nella zona. Esse determinarono lo sviluppo dell'allevamento e di un florido artigianato.
La buona posizione naturale e strategica indusse i bizantini a cingere di mura il luogo già di per sé sicuro e a creare un castello ben difeso, che sarebbe rimasto in piedi sino al 1462.

### Basso medioevo

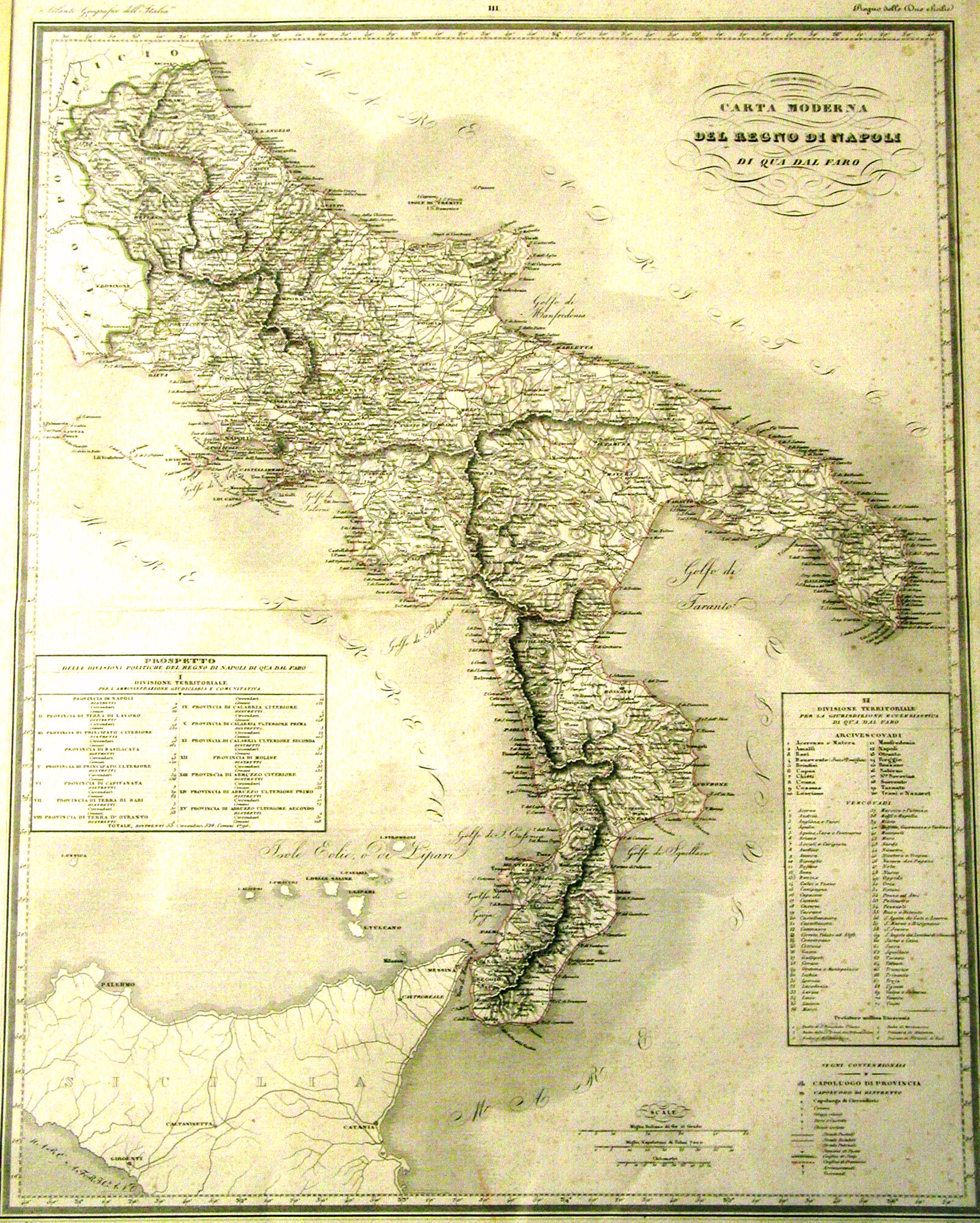
Il regno di Napoli

Al tempo della conquista normanna dell'Italia meridionale, l'organizzazione sociale di Accadia era molto semplice e le dimensioni dell'abitato modeste. Solo in epoca angioina, infatti, il borgo venne infeudato. Accadia fu infatti possesso di Bertrando dal Balzo, quindi di Giovanni Scotto, ed ancora della famiglia Zuncolo, per passare infine al barone di Trevico Adam de Burges. Accadia era abitata da contadini che coltivavano piccoli appezzamenti di terreno di proprietà del duca locale. La cittadina fu gravemente danneggiata dal terremoto del 1456.

### L'assedio di Accadia
(Iscrizione dell'epigrafe sulla torre dell'orologio che ricorda l'assedio degli Aragonesi nel 1462)
Nell'ambito della contesa tra Angioini ed Aragonesi per la conquista del regno di Napoli, il sovrano aragonese, Ferrante I d'Aragona, il 21 luglio del 1462 strinse d'assedio la cittadina. Nonostante la coraggiosa resistenza dei cittadini, che difesero con tutte le loro forze Accadia per ben 19 giorni, Ferrante I d'Aragona riuscì a conquistarla e le diede fuoco. Tale evento, con una fedele riproduzione di Accadia dell'epoca, è raffigurato in due pannelli nella bronzea porta conservata nel Maschio Angioino di Napoli e ogni anno l'evento viene commemorato con un corteo storico in abiti d'epoca. 
L'assedio di Accadia, insieme alla sconfitta di Giovanni D'Angiò nella battaglia di Troia (19 agosto 1462), rappresentò un evento fondamentale per il futuro assetto politico e geografico dell'Italia meridionale.

### Epoca moderna
Dopo tante vicissitudini Accadia venne data in dote a Margherita Recco, la quale si unì in matrimonio con il conte Carlo Venato Dentice, appartenente a una nobile famiglia napoletana. Dal punto di vista urbanistico, dopo la distruzione del 1462 e con il crescere della popolazione, il paese iniziò ad estendersi verso le aree limitrofe. Si deve a Pirro Del Balzo la trasformazione del Borgo e del Castello per aggiornarlo ai nuovi assunti ossidionali. 
Un momento molto importante per la storia di Accadia si ebbe poi nel 1694 quando il locale duca, appartenente alla famiglia dei Recco, promosse la realizzazione di una cappella sul monte Crispignano e donò il bassorilievo marmoreo raffigurante la Madonna col Bambino. Così si concretizzò per gli accadiesi il desiderio di venerare degnamente la Madonna del Carmine.
Alla morte di Margherita Recco (1701) il ducato di Accadia passò al suo ultimo titolare il marchese Roberto Dentice. Nel Settecento Accadia faceva parte della provincia di Principato Ultra e, nel quadriennio 1743-46, fu inoltre soggetta alla competenza territoriale del regio consolato di commercio di Ariano..

### Epoca contemporanea
Nel 1806 Accadia divenne capoluogo di circondario (con giurisdizione su altri due comuni nell'ambito del distretto di Bovino) dopo essere passata dalla provincia di Principato Ultra alla Capitanata, ma nel 1861 compì il percorso inverso venendo aggregata alla provincia di Avellino e divenendo capoluogo di mandamento (con giurisdizione sugli stessi due comuni) nell'ambito del circondario di Ariano di Puglia.
La fine dell'Ottocento e gli inizi del Novecento costituirono un periodo di relativo benessere economico, dovuto soprattutto alla fioritura della locale agricoltura, ma l'epidemia di colera del 1910 e l'intensificarsi dell'emigrazione oltreoceano determinarono successivamente l'arretramento delle condizioni economiche del comune. Nel 1921 ad Accadia venne istituita la locale Camera del Lavoro, che pochi anni dopo venne sciolta dai fascisti. Nel 1927 Accadia, insieme ad Orsara di Puglia (all'epoca Orsara Dauno-Irpina), lasciò definitivamente l'Irpinia per aggregarsi alla provincia di Foggia.
Successivamente il comune fu semidistrutto dal terremoto del Vulture del 1930 e gravemente danneggiato dal terremoto dell'Irpinia del 1962. I terremoti del 1930 e del 1962 arrecarono infatti ingenti danni all'abitato e ai monumenti, e avviarono il trasferimento della popolazione dal vecchio borgo denominato Rione Fossi verso il pianoro collinare ove sorge il moderno centro abitato. Accadia fu colpita invece solo lievemente dal terremoto dell'Irpinia del 1980.

### Simboli
Il gonfalone di Accadia è costituito da un drappo giallo merlato con frangia dorato nella parte inferiore di colore giallo. È caricato al centro dello stemma del comune, coronato dalla iscrizione Comune di Accadia con scudo di colore azzurro con una lettera maiuscola A, iniziale del nome del comune, sovrastante un ponte sotto al quale scorre un fiume. Lo scudo è timbrato da corona ducale, circondato da due rami, uno di alloro, l'altro di quercia legati in punta, e accompagnato dal motto Aquadiam fortem cepit rex fortior urbem, tratto da un'epigrafe di Giovanni Pontano, che ricorda l'assedio degli Aragonesi nel 1462.

## Monumenti e luoghi d'interesse
I principali luoghi d'interesse di Accadia sono quelli legati alla natura, alla storia e al culto. Infatti, poiché il comune si trova in una zona perlopiù montuosa e collinare, lontana dai grandi centri urbani, di particolare rilievo sono i luoghi legati all'ambiente e alla natura. Tra questi vi sono il Bosco Paduli e Pietra di Punta. Di particolare interesse sono anche luoghi legati alla storia di Accadia, come il Rione Fossi che testimonia l'assetto urbanistico del comune prima di essere distrutto dai vari terremoti, e al culto dei santi o della Madonna, come il santuario di monte Crispignano o la chiesetta di Santa Maria dei Teutoni.
Di seguito, la descrizione dei luoghi di maggior interesse.

### Architetture religiose

Chiesa Madre dei Santi Pietro e Paolo.

L'edilizia religiosa, come quella civile, ha patito molto i vari terremoti che hanno colpito il territorio nel corso dei secoli, perciò le chiese di Accadia, compreso il Santuario di monte Crispignano, sono piuttosto recenti.
L'unico esempio di chiesa più antica si trova nel Rione Fossi.

#### Chiesa Madre dei Santi Pietro e Paolo
La primitiva chiesa matrice intitolata nel 1098 ai Santi Pietro e Paolo, giaceva nel centro dell'attuale Rione Fossi. Anticamente presentava sette archi a tutto sesto con ampi finestroni rettangolari. Sul lato sinistro vi era un campanile a tre piani con pianta quadrata e con una cuspide di forma conica. Fu danneggiata dal terremoto del 1456 e nel 1462 dall'artiglieria dell'esercito aragonese, che assediò Accadia. Diverse furono le riparazioni e le ricostruzioni, fino al 1930, quando il terremoto rese inagibile e pericolosa la chiesa.
Nel 1949, il nuovo parroco, Michele Melfi, avviò la realizzazione del progetto di una nuova chiesa, con l'aiuto dell'amministrazione e dell'intera comunità. La nuova chiesa matrice fu inaugurata il 21 agosto 1964 da Innocenzo Russo, vescovo di Bovino, costruita in un'altra zona, ovvero, nell'omonima piazza. Tale chiesa ha forma rettangolare e nella parte terminale vi sono tre vani: quello frontale, che ospita l'altare ed il tabernacolo, quello di destra, che costituisce la cappella dedicata alla Madonna del Carmine, e quello di sinistra, che è attualmente destinato al coro. Al lato della sacrestia vi è un campanile a base quadrata. L'illuminazione della navata è assicurata da dodici finestre istoriate, e la facciata è ornato con un bassorilievo, che si trova sopra al portale e che raffigura i Santi Pietro e Paolo.
Le statue dei Santi Pietro e Paolo sono opere barocche del Seicento, che vennero restituite al culto, dopo il restauro del settembre 2000. La chiesa è sede della parrocchia Santi Pietro e Paolo, che fa parte dell'arcidiocesi di Foggia-Bovino.

#### Chiesa di San Vito
La chiesa di San Vito (dedicata anche a Sant'Antonio) è ubicata nel centro storico.
Essa risale al 1730, ma, in seguito al deperimento dovuto soprattutto ai terremoti, è stata ricostruita nel 1973.
La facciata principale è rivestita di mattoni a vista, come l'annesso campanile posto sul lato sinistro dell'edificio, e presenta un ampio portale ligneo.
Al di sopra di questo portale vi è un timpano triangolare in marmo alla cui base è incisa la data di costruzione e di ricostruzione della chiesa.
La parte superiore della facciata è caratterizzata da una grande finestra di forma triangolare che consente ai raggi del sole di illuminare la navata centrale della chiesa.

#### Santuario della Madonna del Carmine

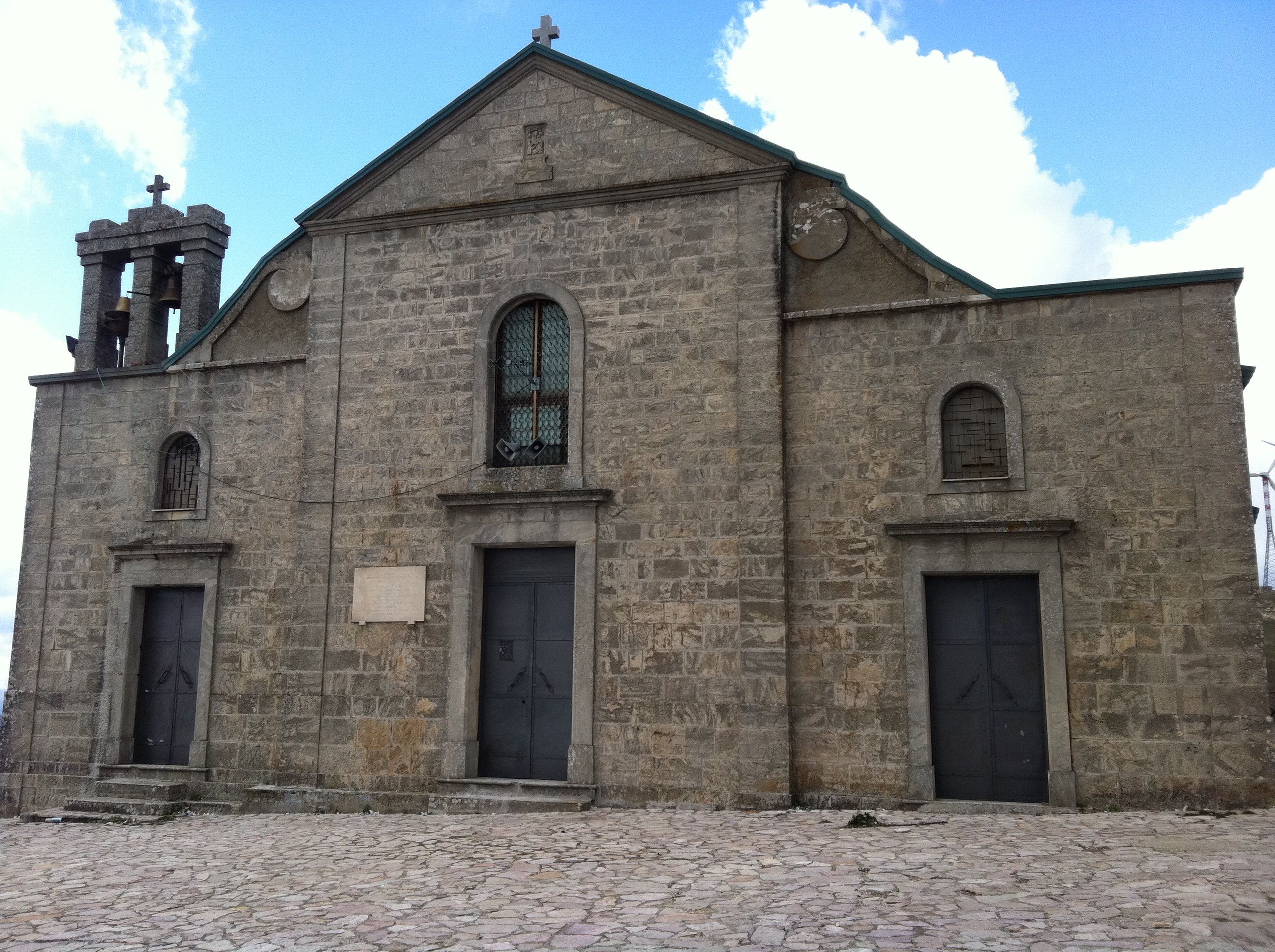
Santuario della Madonna del Carmine (Accadia) presso Monte Crispignano.

Accadia è dominato dall'imponente Monte Crispignano (1105 m s.l.m.), dove la Madonna del Carmine, secondo la tradizione, apparve ad un pastorello nella fenditura di una rupe.
Qui fu eretto il Santuario, luogo di culto e penitenza.
Il 21 agosto 1927 la Beata Vergine del Carmine fu incoronata con una grande cavalcata e festeggiamenti.
Da allora, ogni cinque anni si festeggia la discesa della statua della Madonna dal Monte Crispignano fin nel centro abitato.

#### Santa Maria dei Teutoni
In contrada Santa Maria, a 4 km da Accadia, sulla strada per Monteleone di Puglia, si trova l'antica chiesetta di Santa Maria Maggiore o dei Teutoni.
Nata come tempio pagano con la denominazione Ad Matrem Magna sulla via Herculia, nell'itinerario antonino, assunse poi la denominazione di Sancta Maria Matri Magna.
Nel 1191 entrò sotto il controllo dell'Ordine teutonico che vi introdusse l'attuale denominazione di Santa Maria Maggiore o dei Teutoni.
La chiesetta rappresenta un'opera storica di rilievo soprattutto per le epigrafi celate nella facciata e per la cripta, dove è conservato un cippo cifrato e ornato che rappresenta tre busti: Alessandro Severo, la madre Giulia Mamea e la moglie Sallustia, che secondo una leggenda sarebbe qui sepolta.
Secondo la tradizione, in questo luogo, sarebbero conservati anche i resti del pontefice Callisto II, che morì sulla via Appia il 12 dicembre 1124, mentre ritornava dalla vicina Troia, dove aveva presieduto un concilio di ottantacinque vescovi e sessanta abati.

Chiese di Accadia
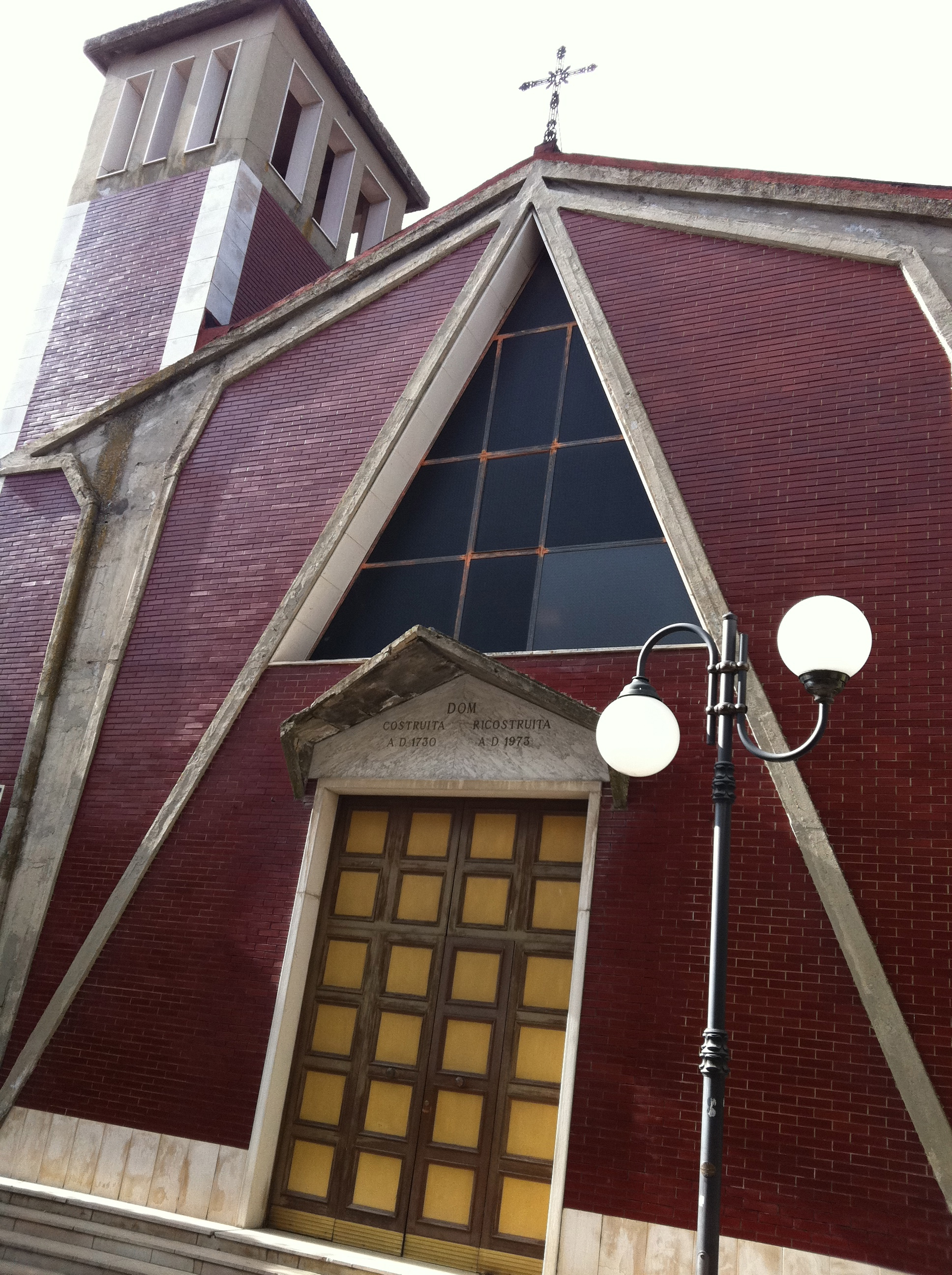
Chiesa San Vito.
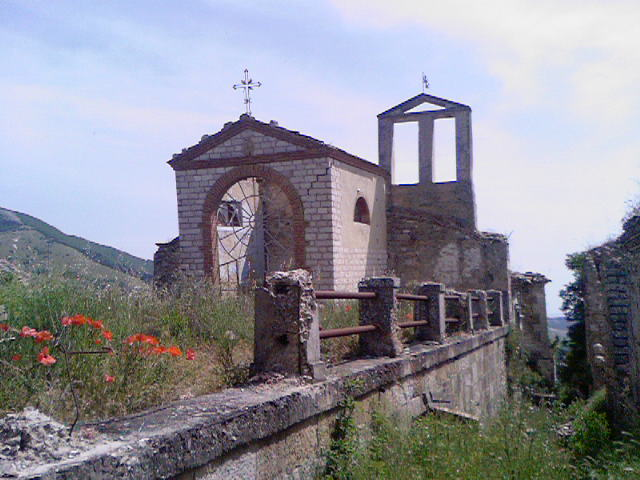
Antica chiesa (Rione Fossi).
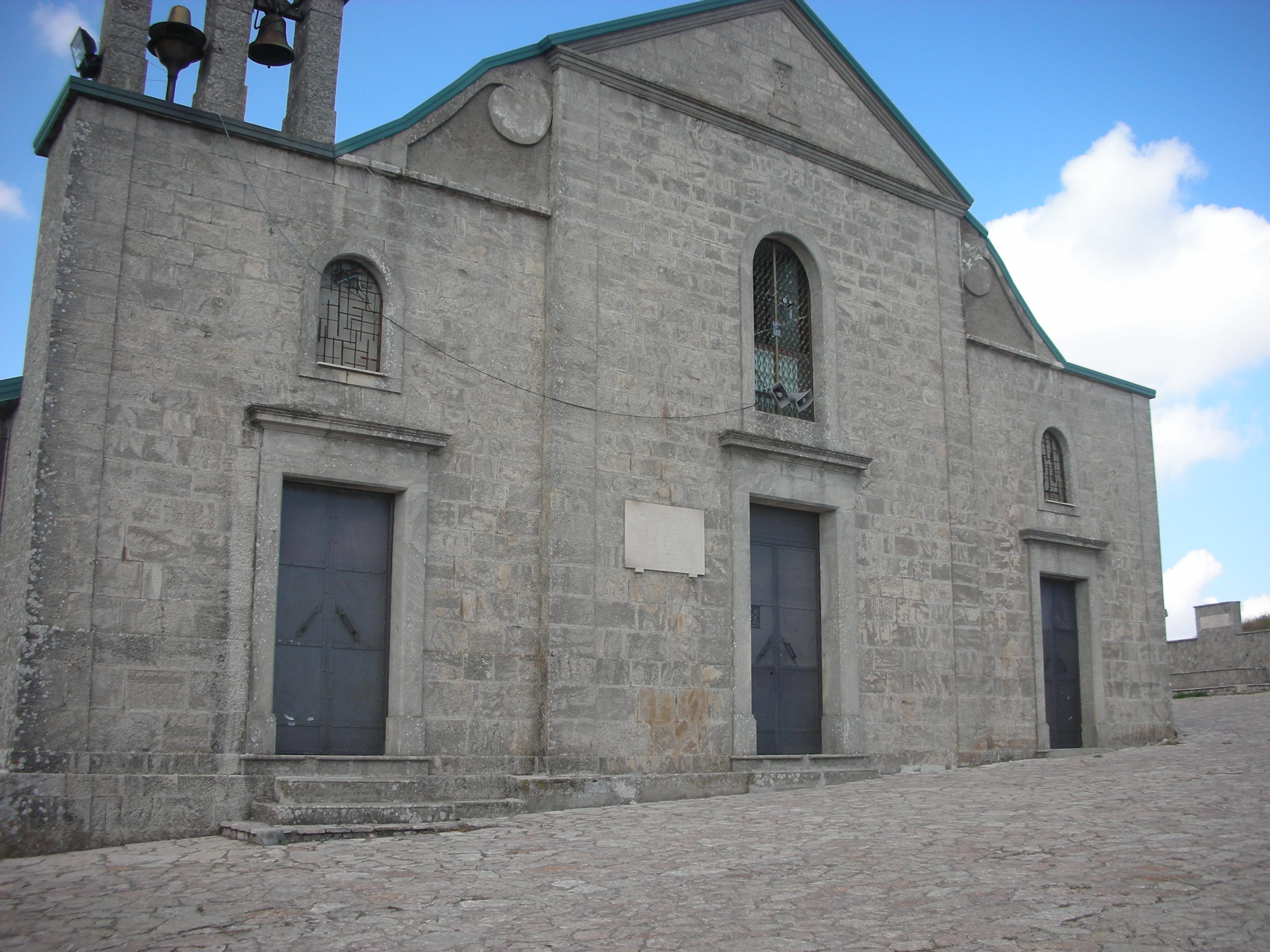
Chiesa della Madonna del Carmine presso Monte Crispignano.
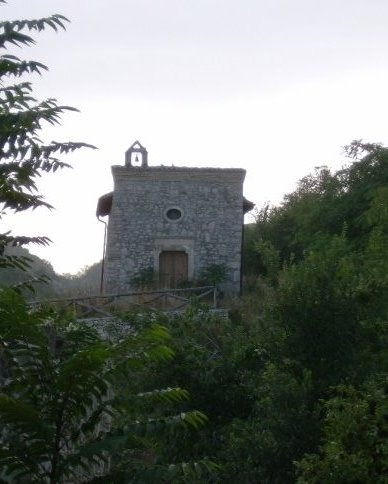
Chiesetta di Santa Maria dei Teutoni.

### Altro

#### Piazza dell'Orologio

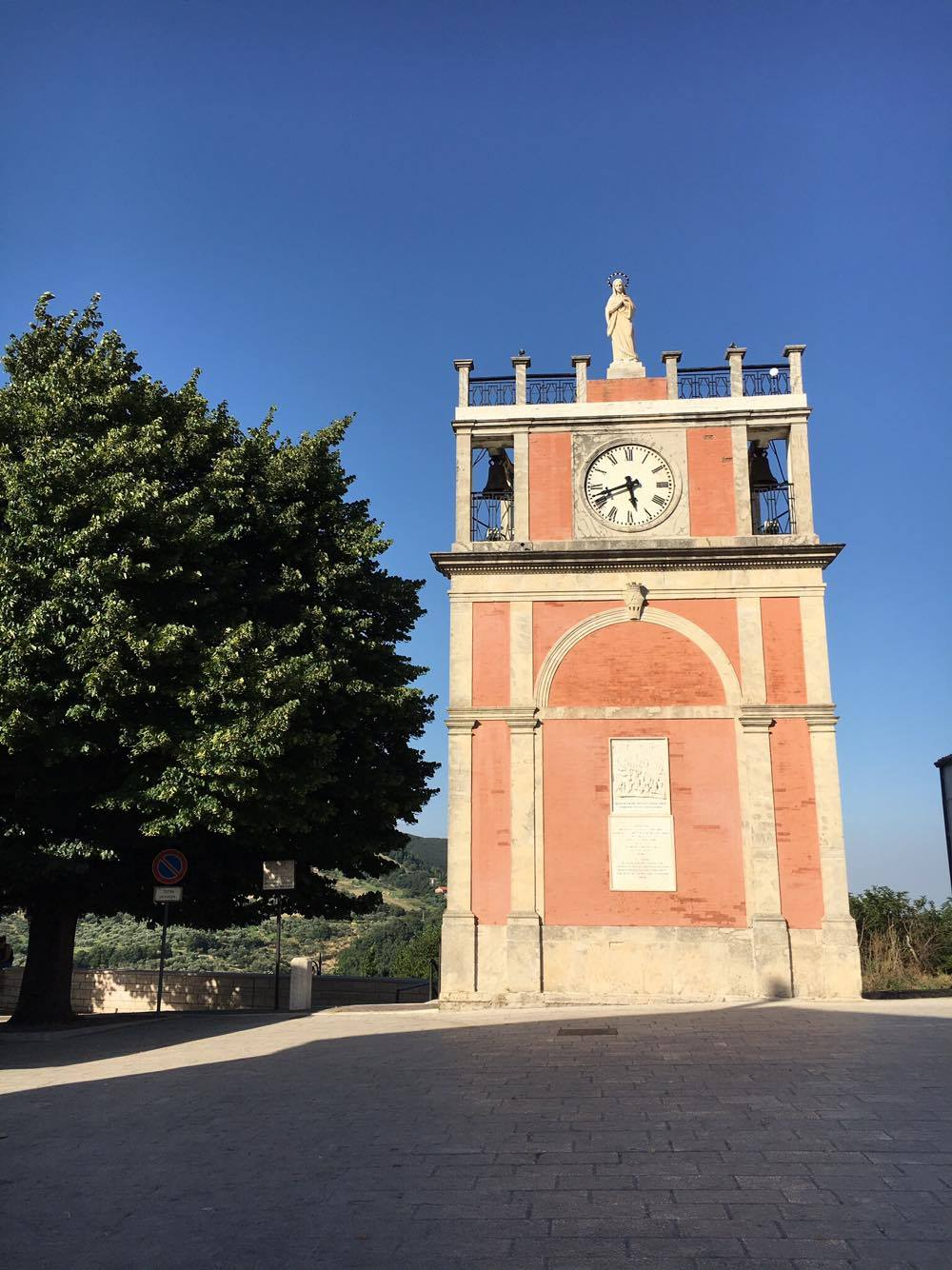
Torre dell'Orologio

La piazza prende il nome dalla torre dell'Orologio, inaugurata nel 1883 e restaurata in seguito al terremoto del 1930.
Su di essa sono apposti due pannelli che rappresentano l'assedio aragonese di Accadia nel 1462 e l'epigrafe dell'umanista Giovanni Pontano che recita: «Aquadiam fortem cepit rex fortior urbem andegavos pellens viribus eximiis».
Nella piazza ha sede anche la fontana monumentale a forma di tempietto in stile neoclassico e realizzata in pietra locale. La fontana fu eretta sotto Ferdinando II di Borbone nel 1836, come riporta l'epigrafe sul frontone, a ricordo dell'acqua portata dal locale acquedotto.
Nel 1987 sotto il portico furono collocati due pannelli bronzei che richiamano l'assedio aragonese del 1462. Tra i due pannelli apposti sulla fontana è riprodotto l'antico simbolo di Accadia che reca la data del 1701. Il tetto a doppio spiovente è sostenuto da quattro colonne circolari e all'interno vi sono tre fontanelle in pietra distanti tra loro circa due metri, mentre di lato c'è una piccola vasca che serviva come abbeveratoio. Ai lati della fontana vi sono grandi catene, che oggi sono solo elementi ornamentali, ma che una volta servivano a poggiare i barili riempiti d'acqua.
Dalla piazza dell'orologio si può ammirare il borgo antico di Accadia, denominato Rione Fossi, e il suo ingresso monumentale, definito Arco di Porta di Capo. Proprio attraverso quest'ingresso le milizie del re Ferrante I, forti delle artigliere, irruppero nella rocca assediandola.

#### Piazza Matteotti e Piazza San Luigi
La piazza intitolata a Giacomo Matteotti molti anni addietro ospitava un convento ormai scomparso ed era denominata "Largo Sant'Antonio". Tale piazza, dalla quale si può ammirare Monte Serbarolo e il variegato paesaggio del Subappennino Dauno, rappresenta un luogo di ritrovo per la popolazione e uno dei principali "teatri", insieme al Rione Fossi, delle manifestazioni che si tengono nel comune. Sulla piazza è eretto il monumento ai caduti di tutte le guerre realizzato nel 1971 con il contributo del comune e dei cittadini.
La piazza è stata restaurata nell'anno 2013 ed è stato rinnovato anche il basamento su cui poggia la statua ai caduti. Questo ha, attualmente, la forma di un prisma su cui sono incisi i nomi dei caduti sui quali scorre un filo d'acqua.
Salendo dal Rione Fossi verso il piano della collina, si trova piazza San Luigi, detta popolarmente lu murt'cill. Tale piazza presenta, al centro, una fontana di forma circolare e in passato ospitava una chiesa intitolata a San Luigi.

Fontana monumentale e Piazza Matteotti
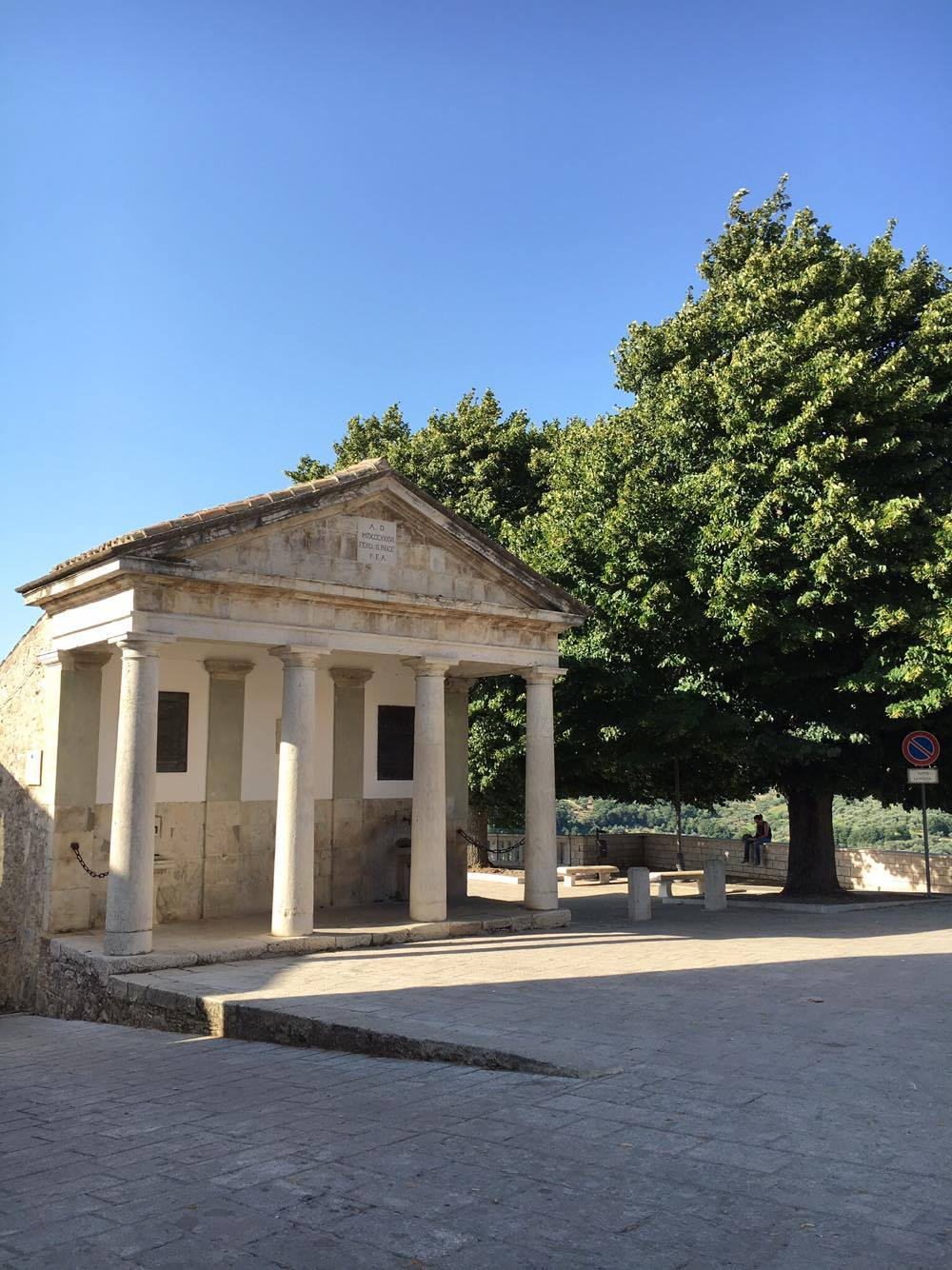
Fontana monumentale in piazza dell'Orologio
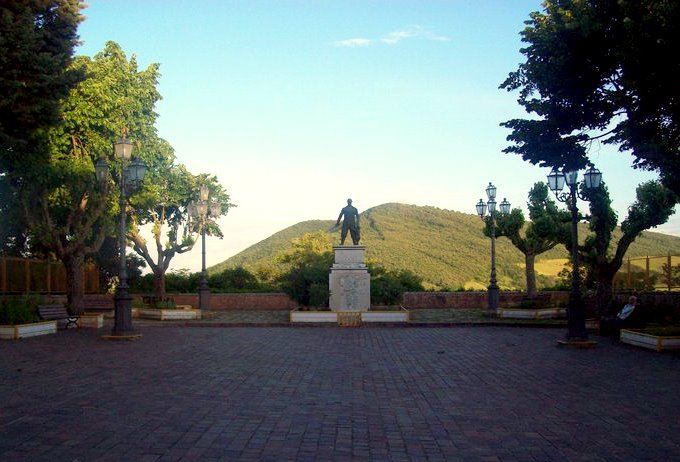
Veduta di Piazza Matteotti prima del 2013.
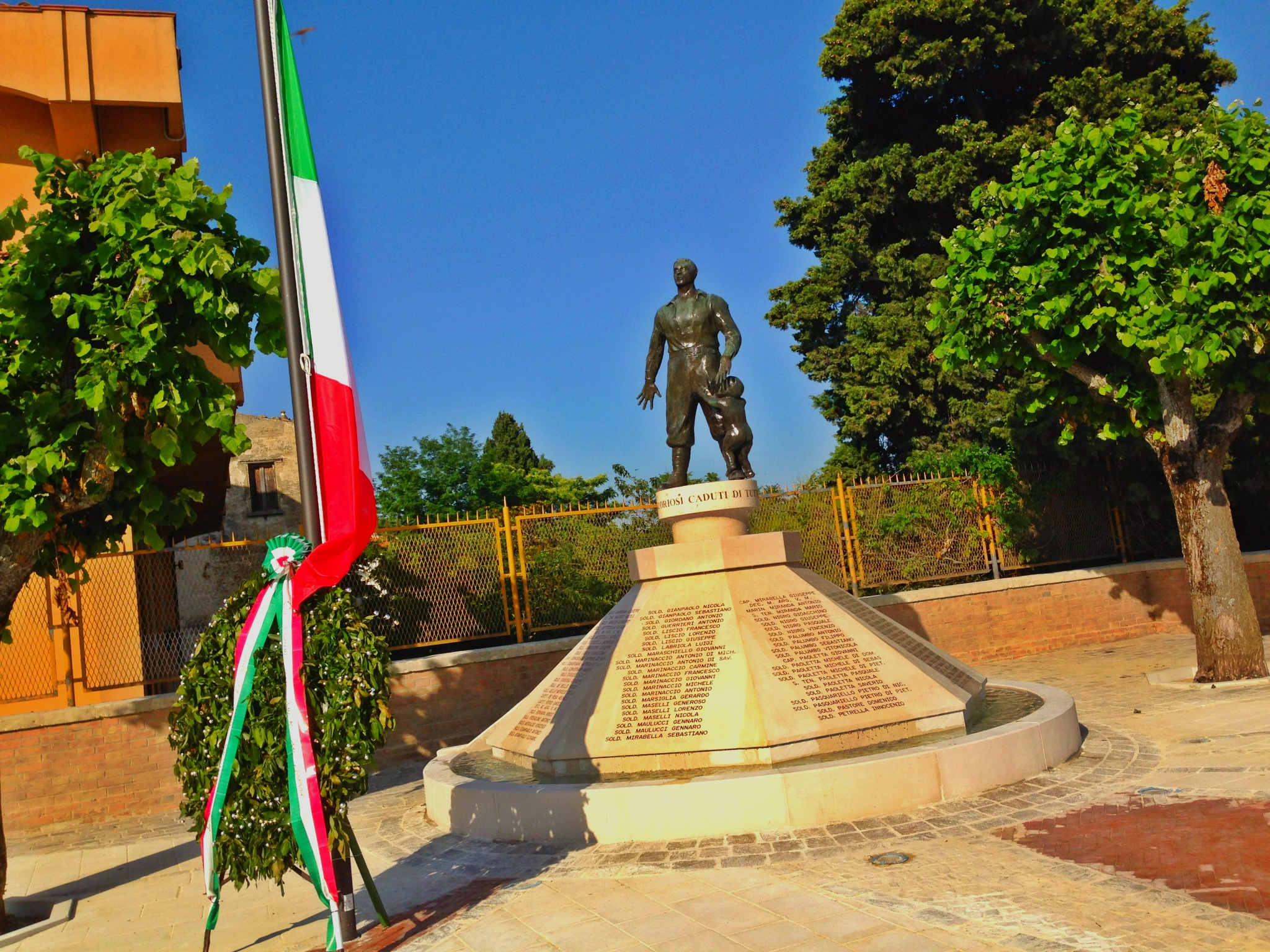
Il nuovo monumento ai caduti, costruito nel 2013.

### Siti archeologici

#### Rione Fossi

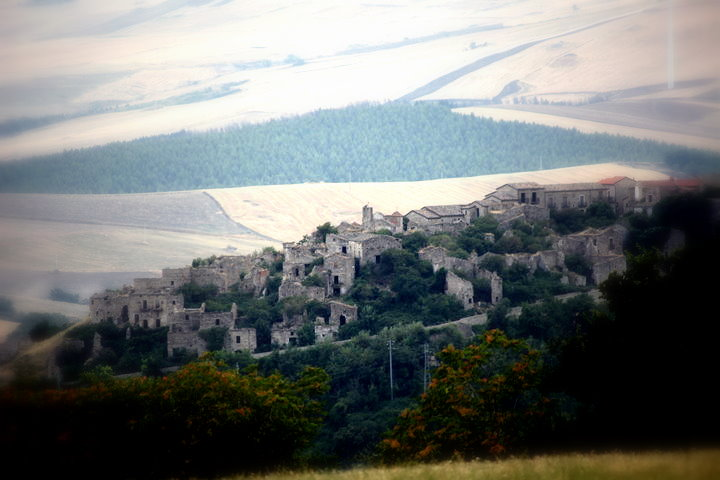
Panorama Rione Fossi

Il Rione Fossi rappresenta una parte di storia per il comune di Accadia. L'antico borgo è, infatti, sede del più antico insediamento urbano del comune e rappresenta una preziosa testimonianza architettonica e storica di un'antica civiltà contadina.
Il borgo è stato abbandonato in seguito al terremoto del 1930 e risulta oggi completamente disabitato. Negli ultimi anni le varie amministrazioni hanno avviato un programma di recupero e restauro che è in fase di completamento.
Nell'antichità classica la zona era considerata luogo di culto, era, infatti, area sacra, con templi, cenobi pagani e dimore sacerdotali. In epoca medievale e durante il periodo normanno-svevo-angioino-aragonese, il luogo era, invece, una munitissima piazzaforte, che sfruttava le fortificazioni messe a difesa dei templi classici, con i loro ingenti tesori. I cittadini vivevano casali sparsi attorno a tale piazzaforte.
L'antica denominazione Fossa dei Greci è dovuta al fraintendimento e adattamento della denominazione greco-latina che era "Fossa Agroecorum" che in realtà si traduce come Fosse degli orfici (letteralmente degli asociali, perché gli orfici erano eremiti). Essi abitavano in quelle grotte, sopravvissute e ancora evidenti attualmente nella zona e, da vivi, si preparavano come sepoltura una semplice fossa, nella quale si calavano, avvolti in un candido lenzuolo e con una lucerna.
All'interno del borgo le case sono separate da stradine selciate e da vicoli tortuosi, che danno una caratteristica forma a chiocciola. Tali abitazioni sono raccolte attorno alla monumentale chiesa matrice dei Santi Pietro e Paolo, risalente all'epoca bizantina ed attualmente bisognosa di restauro.
All'interno del borgo si possono ammirare anche i resti del palazzo ducale. Di fianco all'antico Arco di Porta di Capo, che era un tempo la porta d'accesso al borgo, vi è una piazzetta intitolata al Cancelliere Ranuccio Zannella, eroico difensore di Accadia durante l'assedio del 1462.

Scorci del Rione Fossi
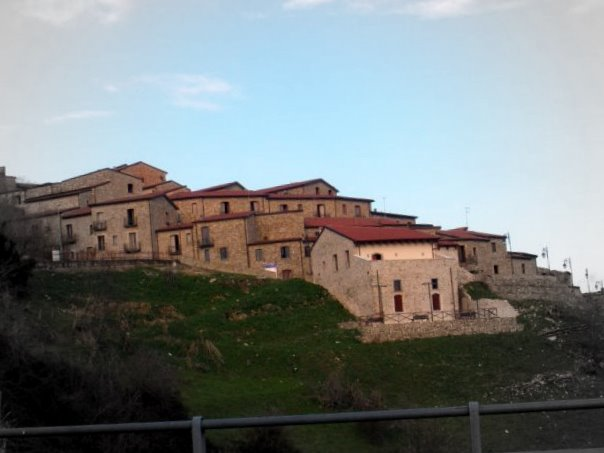
Panorama Rione Fossi.
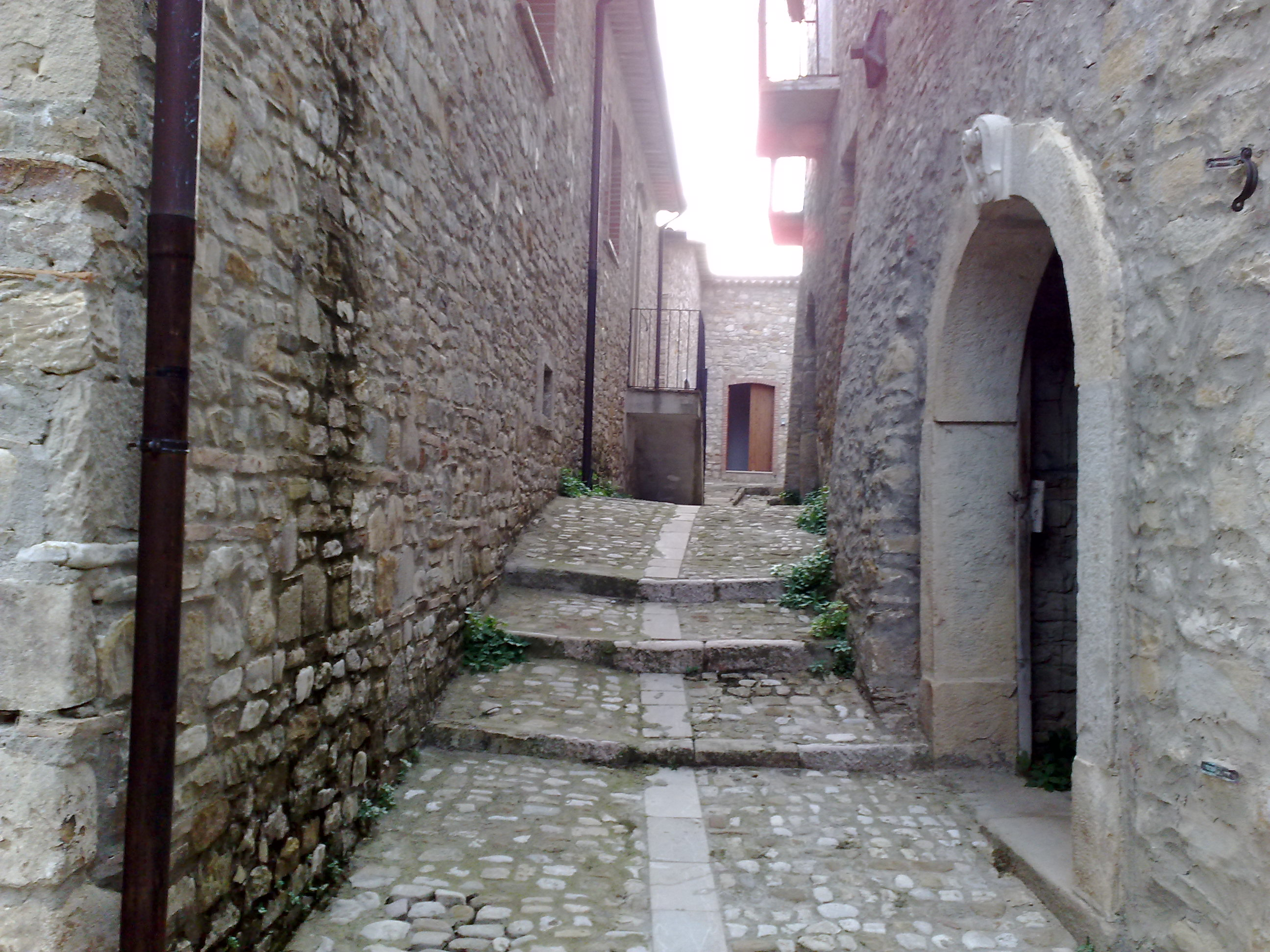
Scorcio del Rione Fossi.
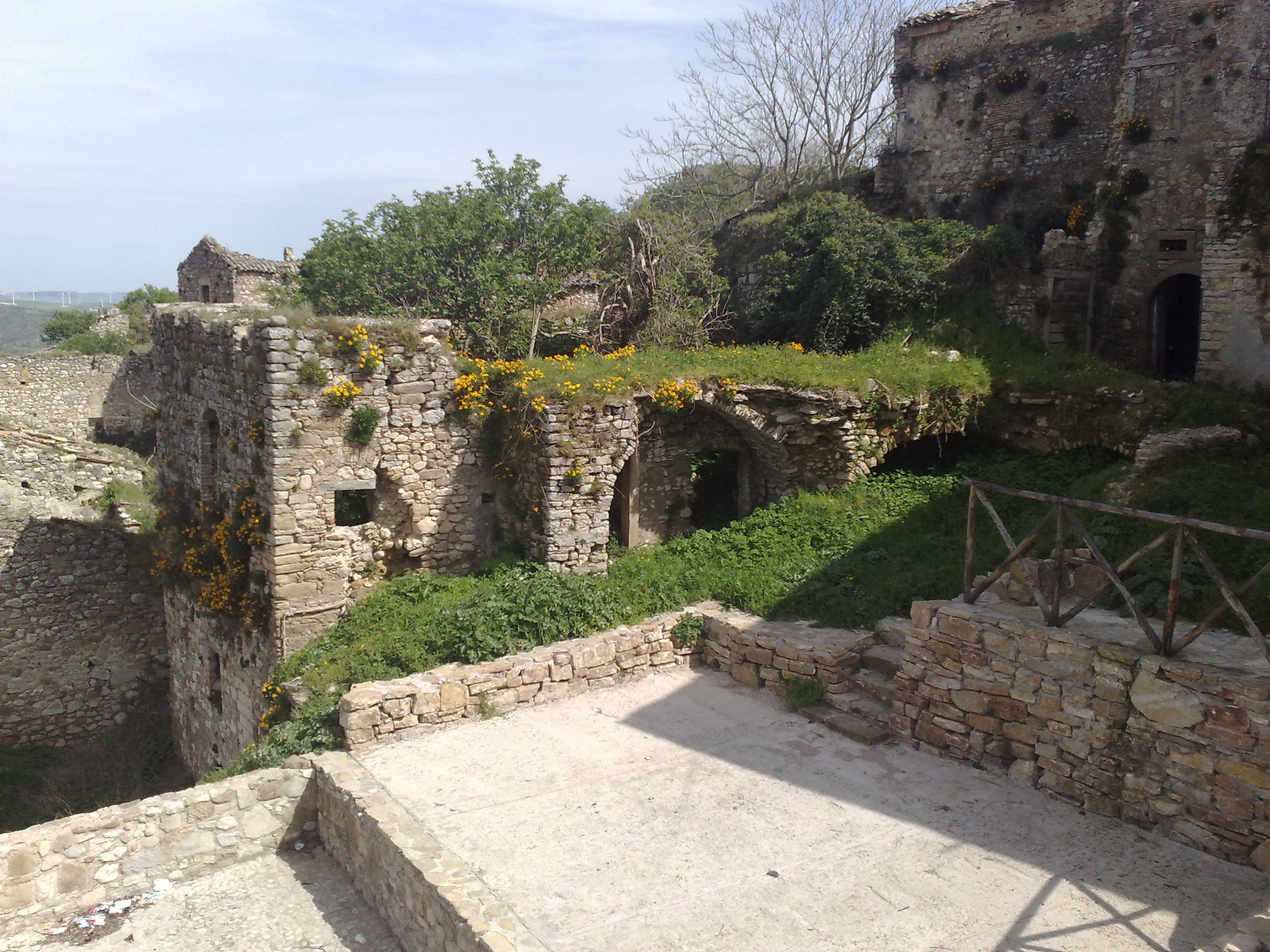
Panorama Rione Fossi.
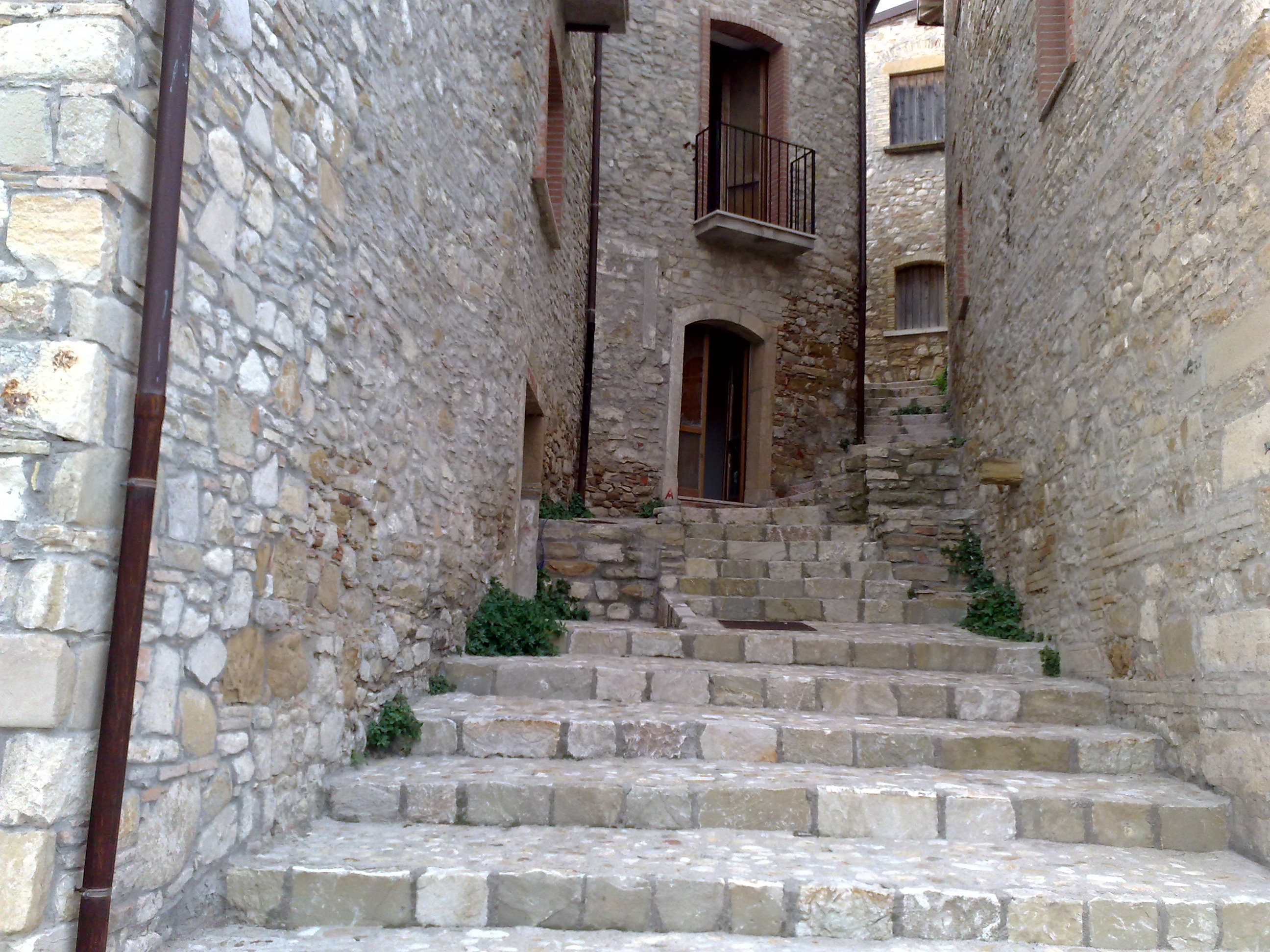
Vicolo del Rione Fossi.
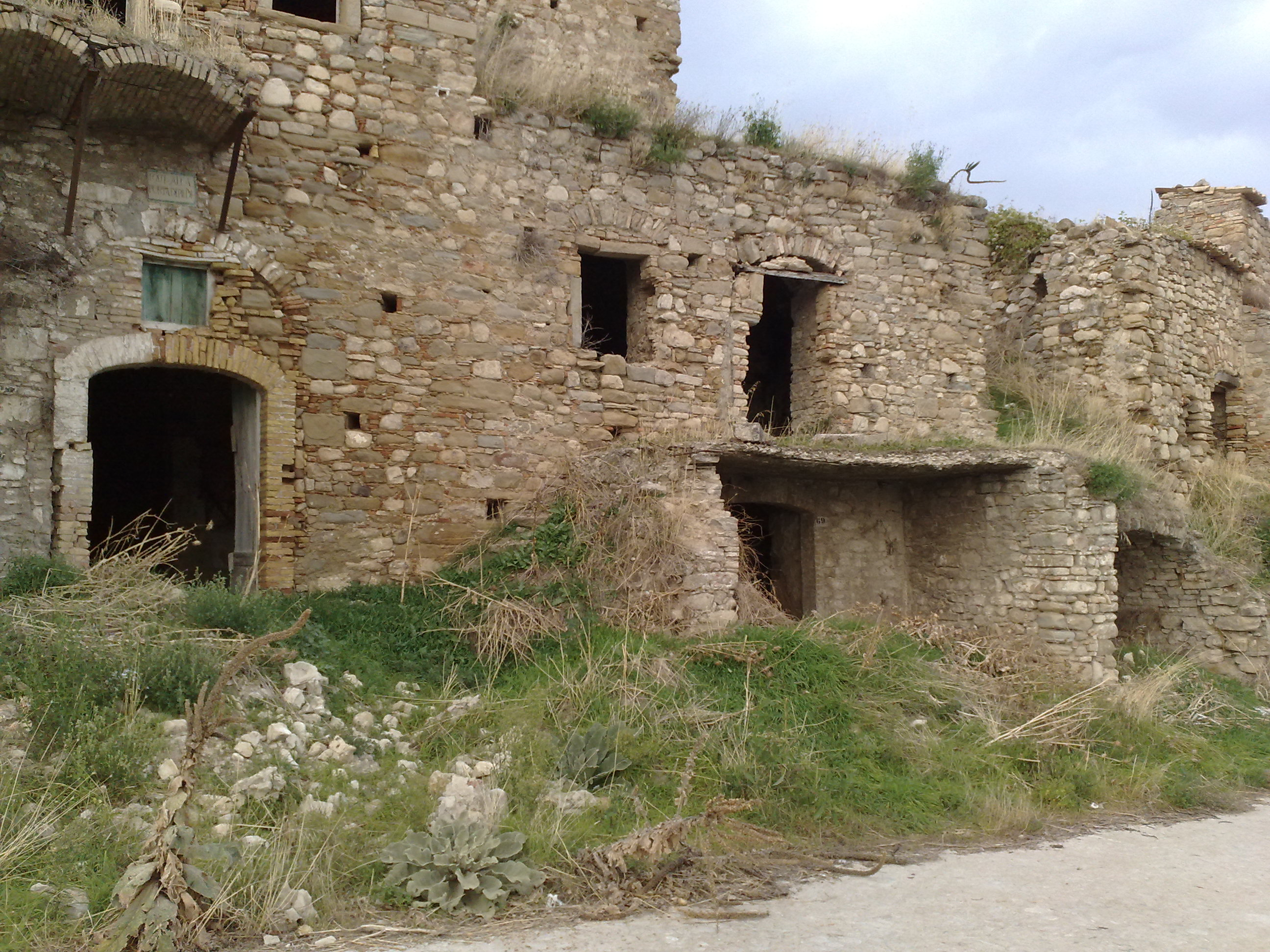
Antiche Abitazioni del Rione Fossi.

#### Taverna romana
In contrada Rotato, situata a 2 km da Accadia sulla strada verso Foggia, vi sono i resti di una taverna romana, dove i viaggiatori sostavano per foraggiare gli animali. Essa fu costruita sotto l'imperatore Massimiano e rifatta sotto Massenzio.
La taverna doveva trovarsi lungo una diramazione per Vibinum (l'attuale Bovino) della via Herculia.

### Aree naturali

#### Bosco Paduli e le Gole di Accadia

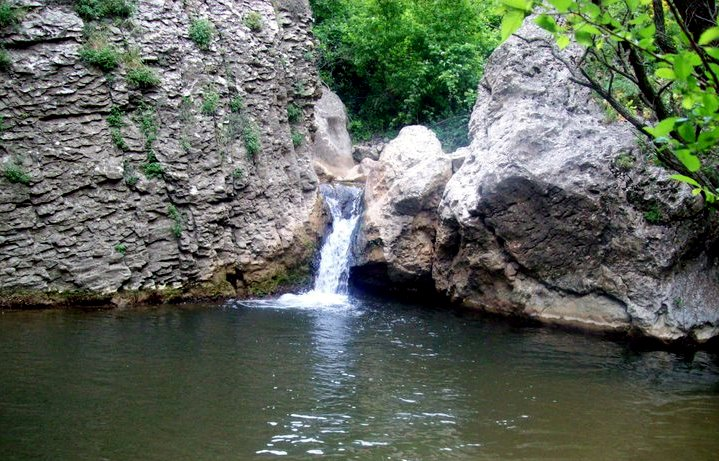
Vista delle "Gole di Accadia"

Il Bosco Paduli si trova a circa 5 km da Accadia, verso Deliceto; presenta una folta vegetazione caratterizzata da enormi querce secolari e numerose sorgenti d'acqua. Il Bosco Paduli è frequentato da gruppi di scout e, soprattutto, in occasione di scampagnate e pic-nic del Lunedì dell'Angelo o di altre giornate primaverili o estive.
Nella località rurale di Pietra di Punta, situata in prossimità della cappella di Santa Maria dei Teutoni, sulla strada Accadia-Monteleone di Puglia si trovano delle piccole cascate ed insenature nelle rocce note con il nome di Gole di Accadia o Gole di Pietra di Punta. Il luogo, meta di escursionisti ed appassionati di fotografia, rappresenta un vero e proprio scenario naturale che offre la vista di imponenti rocce che si innalzano dal torrente Frugno.

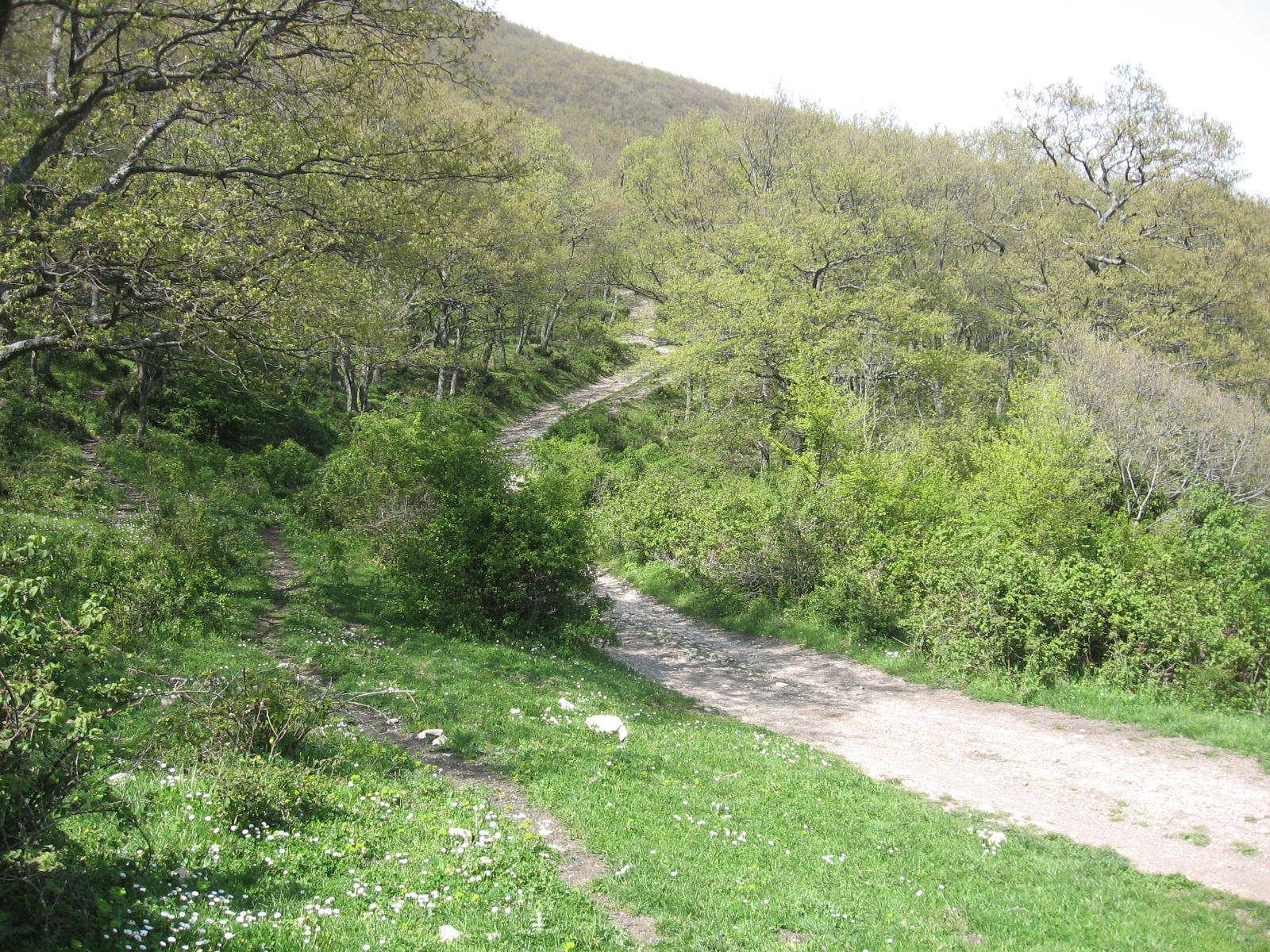
Bosco Paduli.
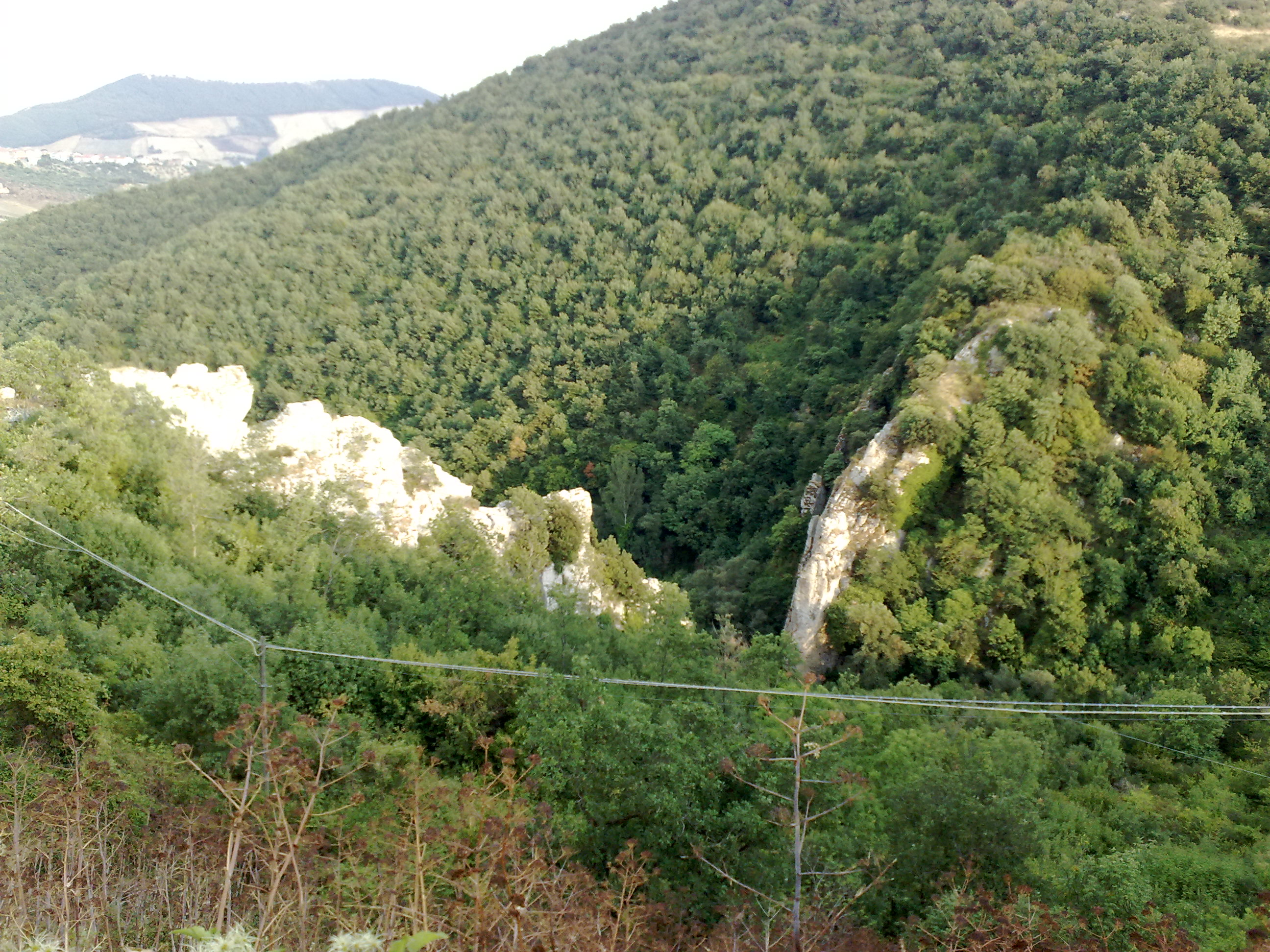
Pietra di Punta vista dall'alto.

## Società

### Evoluzione demografica
Abitanti censiti

### Etnie e minoranze straniere
Al 31 dicembre 2019 gli stranieri residenti ad Accadia sono 120, pari circa al 5 % della popolazione comunale. Le comunità più numerose presenti sono:
- Romania: 77
- Marocco: 15

### Lingue e dialetti
Accanto alla lingua italiana, nell'ambito del territorio comunale di Accadia si parla l'accadiese, appartenente al gruppo dauno-irpino in quanto presenta caratteri di transizione verso i dialetti irpini diffusi nell'estremo entroterra della Campania.

### Religione
La maggioranza della popolazione accadiese professa la religione cristiana nella confessione cattolica: nel territorio vi sono, tuttavia una chiesa evangelica e una Sala del Regno dei Testimoni di Geova.
Accadia è inclusa nel territorio dell'arcidiocesi di Foggia-Bovino e l'intero comune fa parte di una sola parrocchia, quella della chiesa dei Santi Pietro e Paolo.

## Cultura

### Istruzione

#### Biblioteche

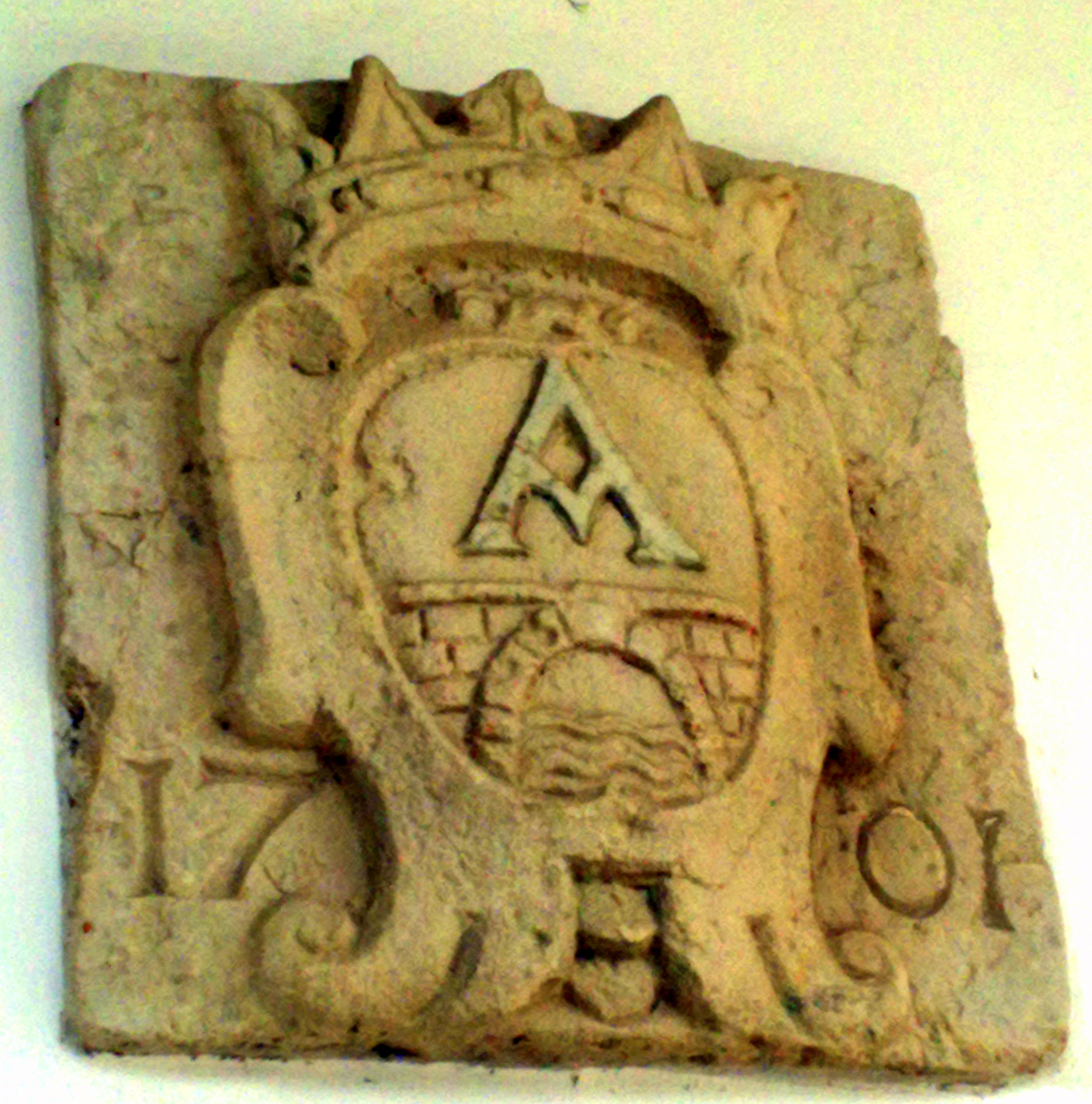
Simbolo di Accadia inciso sulla Fontana Monumentale

L'unica biblioteca presente nel comune è quella comunale.
La Biblioteca comunale fu istituita nel 1967 e risulta pienamente operativa dal 1970 presso i locali della sede municipale. Dal 2000, dopo temporanei trasferimenti di sede, la biblioteca è stata definitivamente collocata nel settecentesco Palazzo Vassalli, situato in prossimità del Rione Fossi.

#### Musei
Il Museo civico di Accadia, inaugurato il 14 agosto 1999, ha sede non lontano dalla Torre dell'Orologio.
All'interno del museo vi sono quattro sale e uno scantinato, che si addentra nelle viscere del sottosuolo, come una suggestiva catacomba.
Contiene sezioni di antichità, età medievale, età moderna, civiltà contadine e artigiana, ed è il frutto degli studi del Prof. Erminio Paoletta.
La prima sala è destinata all'antichità classica, anche se alcuni reperti sono collegati nella quarta sala, destinata principalmente a pezzi di età moderna.
La seconda sala, che non esclude la presenza di reperti di età medioevale, è istituzionalmente destinata a convegni, conferenze e altre attività culturali.
La terza sala ha una destinazione mista: con reperti classici e, con pezzi di arte moderna o rappresentativi delle tre preminenti attività artigiane (calzolaio, falegname e fabbro).
Lo scantinato si presta all'esposizione di testimonianze della civiltà contadina e artigiana.

### Cucina
La tradizione culinaria di Accadia propone i piatti tipici della cucina contadina con ingredienti e condimenti di origine locale, come l'olio d'oliva proveniente dai numerosi frantoi della zona. Tutti i piatti sono accompagnati da vini locali, in particolare quello di Rochiano.
Primi piatti
- laghn' e fasul' (tagliolini con fagioli) tipici della festa di San Sebastiano;
- pizzott' e tall' (rombi di pasta a mano con talli di zucca);
- gnoct' e acc'  (gnocchi e sedano);
- gnoct' a ott' descta c' la mullica fritta (gnocchi cavati con otto dita con mollica fritta).

Secondi piatti e contorni
- ciambotta (misto di melanzane, patate, peperoni, zucchine, pomodori e cipolle);
- patat' a' la munacennia (patate lesse condite con olio, aglio e peperoncino);
- A Pasqua Lu cas' e ova (formaggio, uova, agnello, cotto in forno)

Dolci
pastarell', tarall', scallatill';
- A Natale Susumill', crspell'e piccilatill';
- A Pasqua squarcelle e pizz'calzon' .

### Eventi

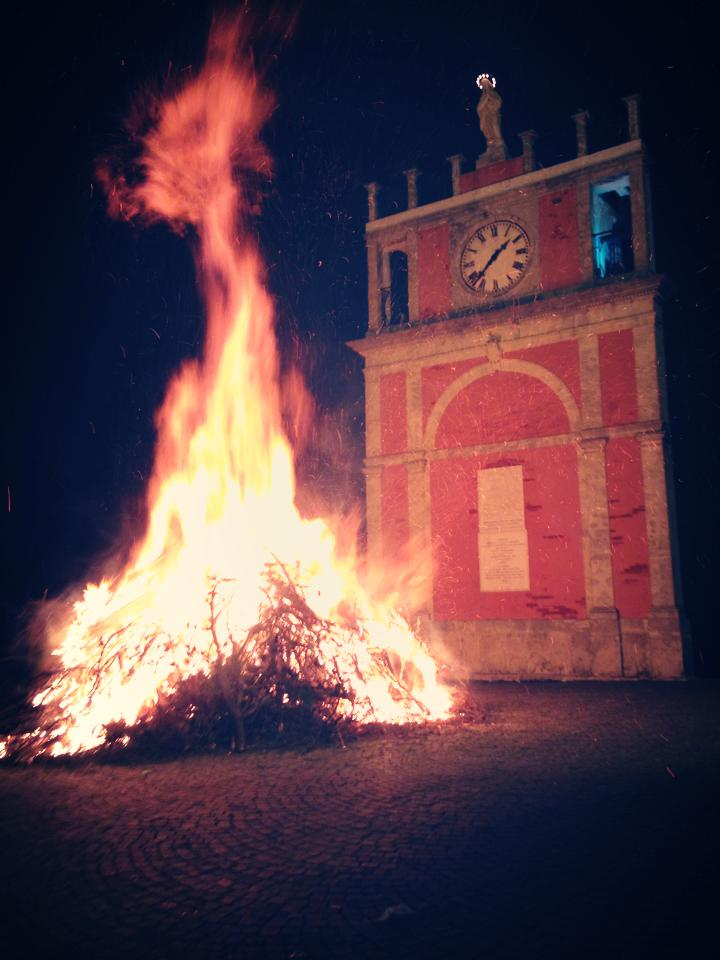
Falò di San Sebastiano

- 20 gennaio: festa patronale di San Sebastiano[39], animata da tipici falò rionali, dal 2008, gemellati con le Fracchie di San Marco in Lamis. Dopo la solenne processione del santo e la benedizione di tutti i falò si tiene il palio di San Sebastiano giunto nel 2017 alla XXXIV edizione a cui partecipano i vari rioni e le frazioni del comune. Vengono premiati i tre falò più caratteristici. La serata è allietata da musica e balli folk, oltre che da degustazioni di piatti tipici, che coinvolgono l'intero paese e le campagne vicine.
- Ultima domenica di Carnevale: Carnevale accadiese, sfilata in maschera con carri a tema per le vie del paese.
- Sabato Santo: Sacra rappresentazione della passione di Cristo per le vie del paese.
- Prima domenica di maggio: pellegrinaggio penitenziale al Santuario della Madonna del Carmine[40].
- luglio: Accadia Blues[41], festival internazionale di musica blues[42].

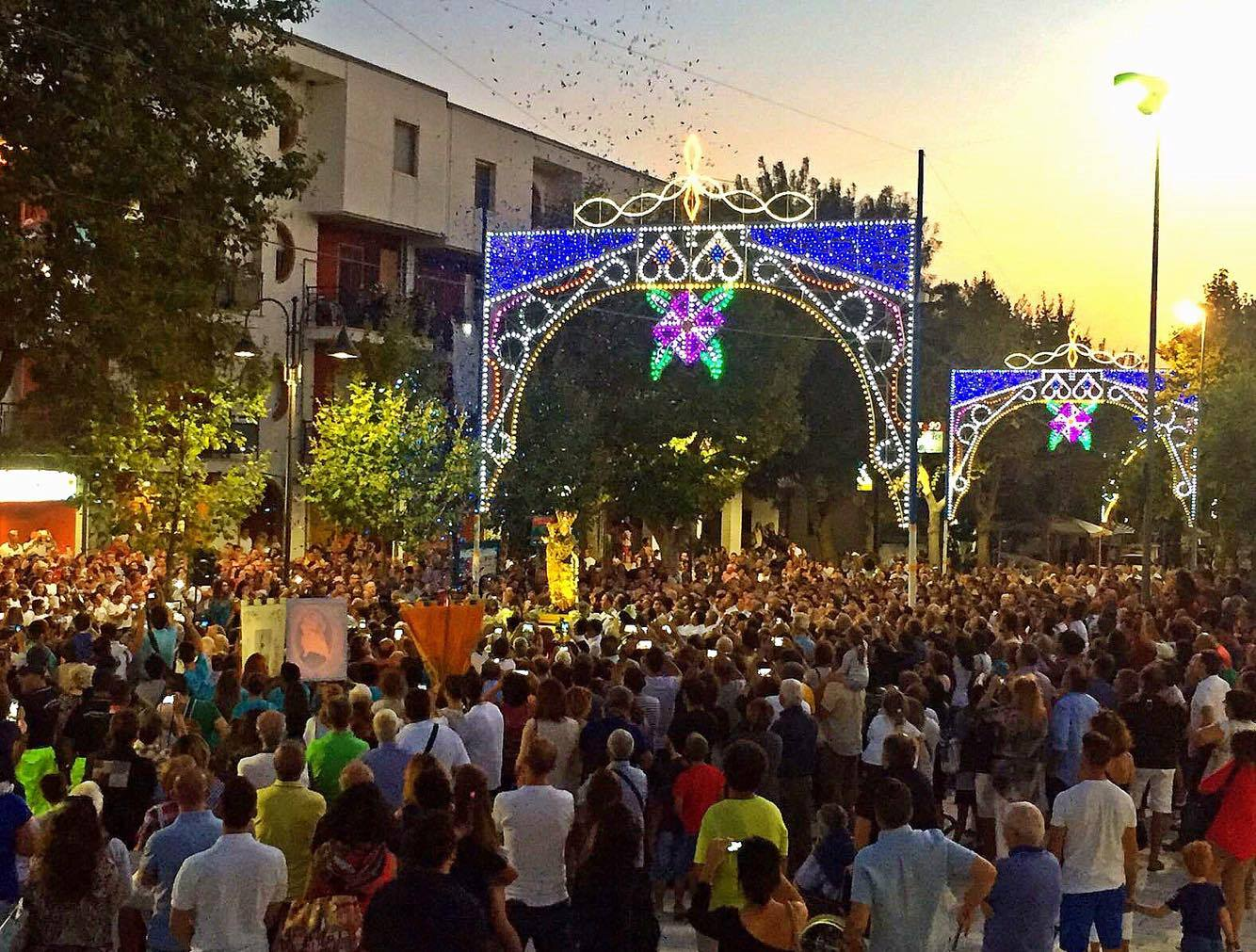
Festa della Madonna del Carmine, 21 agosto 2016

- 16 luglio: festa della Madonna del Carmine sul Monte Crispignano.
- luglio-agosto: Accadia Estate, il cartellone delle manifestazioni musicali e culturali organizzate nei mesi estivi. Esso comprende rassegne teatrali, concerti, serate di cabaret, cinema all'aperto, notte bianca, mostre e tornei sportivi amatoriali.
- 9-19 agosto (data variabile): commemorazione dell'assedio del 1462, con un corteo storico in costumi medievali.
- 20, 21 e 22 agosto: festa della Madonna del Carmine, in ricordo dell'incoronazione del 21 agosto 1927. Si tratta della festa più sentita dalla popolazione accadiese e dei comuni limitrofi, nel corso della quale si raccolgono nel comune anche migliaia di emigranti. Nei giorni di festa si svolgono varie manifestazioni religiose, tra cui la processione della Madonna, che si tiene il 21 agosto, una tradizionale fiera mercato, varie serate musicali e spettacoli pirotecnici. Dal 1927, ogni cinque anni si celebra la discesa della statua della Madonna dal santuario di Monte Crispignano, in occasione della quale i festeggiamenti sono ancora più grandiosi.
- Quarta domenica di settembre: festa di San Vito martire con la tradizionale fiera, processione e serata musicale.
- Ultimo sabato di ottobre: festa dell'uva e del vino.

## Geografia antropica

### Urbanistica

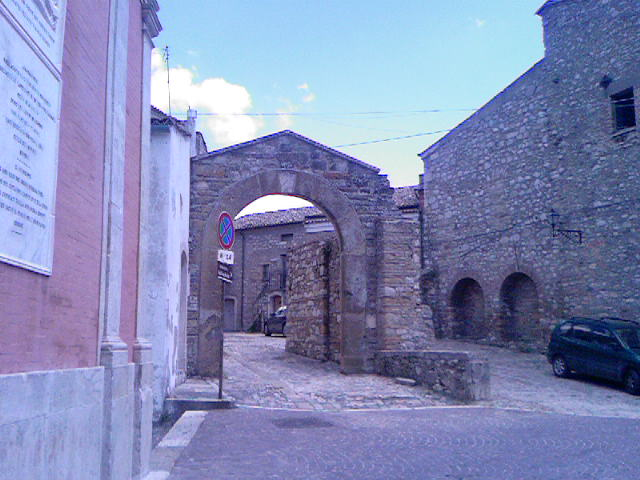
Arco di Porta di Capo

Il centro abitato si articola in due aree:
- una prima area, di più antica formazione, posta attorno al Rione fossi e abitata fin dalla preistoria. Questa presenta vicoli piuttosto stretti accessibili solo da pedoni ma anche strade più ampie e una chiesa di antica costruzione non sottoposta a restauro. Quest'area ha principalmente una funzione monumentale e presenta caratteristiche case in pietra, attualmente in restauro, destinate ad essere, come lo erano in passato abitazioni;
- la seconda area, di più recente formazione si sviluppa sul piano della collina ed è abitata, attualmente, dalla maggior parte della popolazione. Presenta strade più ampie, piazze ed edifici perlopiù moderni. È proprio quest'area il centro del comune, è difatti una zona – oltre che residenziale – destinata anche a funzioni commerciali.

### Frazioni
L'unica frazione di Accadia è Agata delle Noci, una piccola borgata rurale da cui dista circa 4 km.
La borgata è abitata da poche famiglie, tutte dedite all'agricoltura.

## Economia

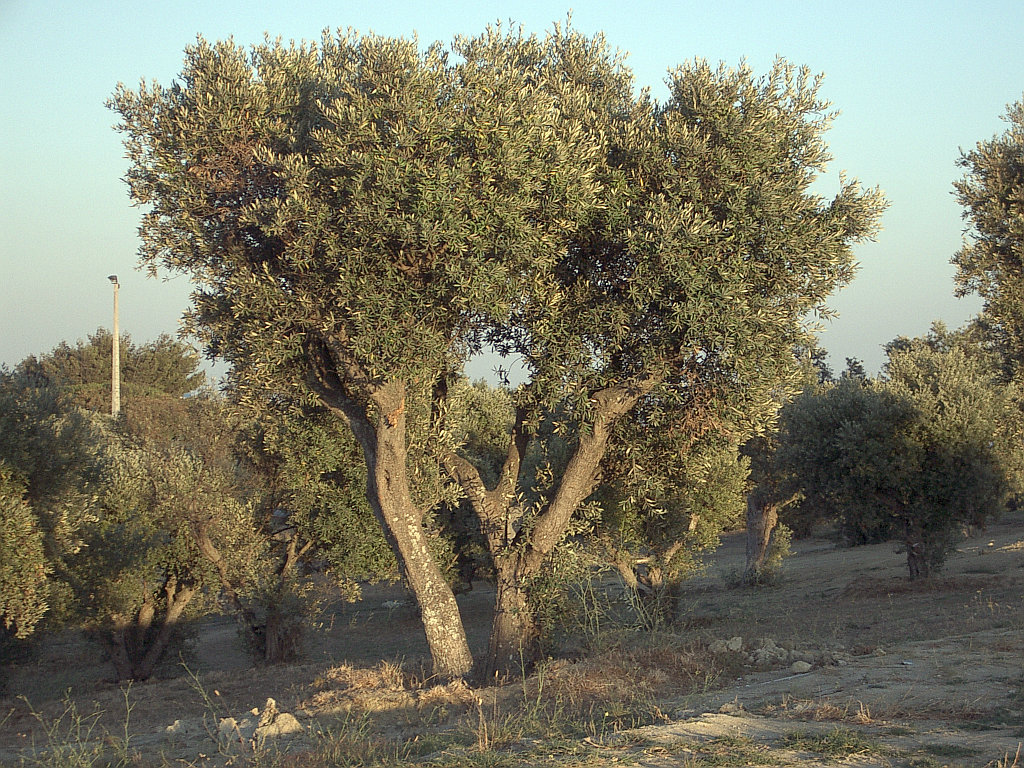
Albero di ulivo.

L'economia di Accadia si è sviluppata nel tempo passando da un'economia di tipo pastorale ad un'economia produttiva e di tipo feudale, fino ad arrivare alla situazione attuale caratterizzata da piccole aziende agricole che producono quanto basta per il sostentamento familiare.
Oggi l'economia di Accadia è incentrata principalmente sull'agricoltura e l'allevamento, numerose sono infatti le aziende agricole, ma quasi tutte a conduzione familiare. Le colture più diffuse sono il grano e l'olivo.

### Servizi
Accadia è sede del distretto sanitario locale. La sede dell'ASL ospita servizi amministrativi, un centro di emodialisi ed alcune branche di specialistica. Sono presenti una scuola materna, una elementare, una media e un liceo scientifico.

## Infrastrutture e trasporti

### Strade
Accadia è attraversata dalla ex strada statale 91 ter Diramazione Irpina (SS 91 ter) ora strada provinciale 136 Diramazione Irpina (SP 136) e dalla strada provinciale 101 Quadrivio Candela - Sant'Agata - Accadia (SP 101).

### Mobilità
I servizi di trasporto pubblico regionale sono svolti dalla ditta Metauro, mentre gli autobus del consorzio COTRAP collegano Accadia con il capoluogo provinciale e con Ariano Irpino.

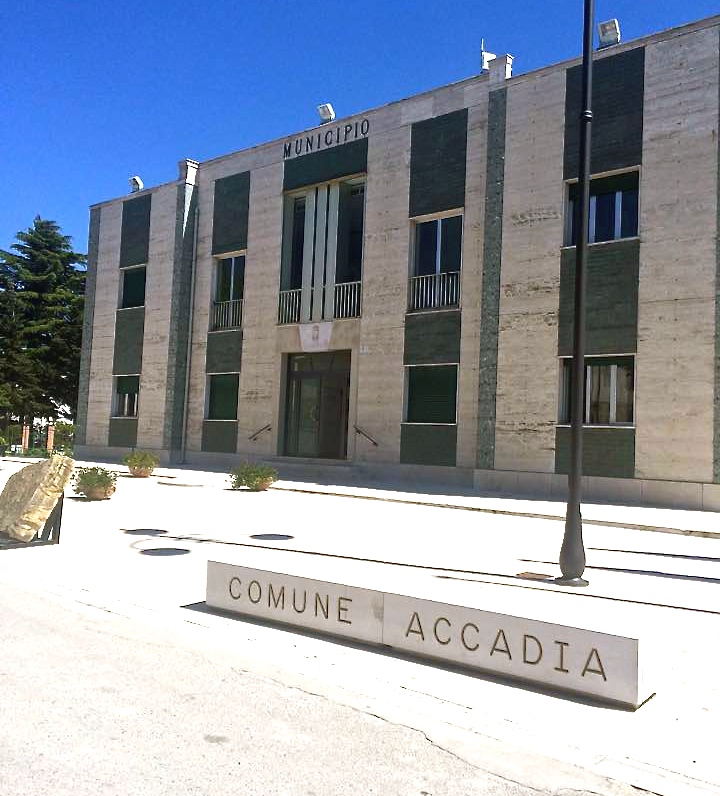
Veduta della facciata del municipio

## Amministrazione
Di seguito è presentata una tabella relativa alle amministrazioni che si sono succedute in questo comune.
| Periodo           | Periodo           | Primo cittadino    | Partito                            | Carica      | Note   |
| ----------------- | ----------------- | ------------------ | ---------------------------------- | ----------- | ------ |
| 11 luglio 1988    | 4 marzo 1993      | Antonio Grieco     | Democrazia Cristiana               | Sindaco     | [ 45 ] |
| 4 marzo 1993      | 22 novembre 1993  | Nicolina Miscia    |                                    | Comm. pref. | [ 45 ] |
| 22 novembre 1993  | 17 novembre 1997  | Mario Nigro        | Partito Democratico della Sinistra | Sindaco     | [ 45 ] |
| 17 novembre 1997  | 28 maggio 2002    | Mario Nigro        | lista civica                       | Sindaco     | [ 45 ] |
| 28 maggio 2002    | 29 maggio 2007    | Francesco Casullo  | Democratici di Sinistra            | Sindaco     | [ 45 ] |
| 29 maggio 2007    | 23 novembre 2009  | Pasquale Murgante  | lista civica                       | Sindaco     | [ 45 ] |
| 1º dicembre 2009  | 7 gennaio 2010    | Nicolina Miscia    |                                    | Comm. pref. | [ 45 ] |
| 30 marzo 2010     | 1º giugno 2015    | Pasquale Murgante  | lista civica                       | Sindaco     | [ 45 ] |
| 1º giugno 2015    | 22 settembre 2020 | Pasquale Murgante  | lista civica: solo per accadia     | Sindaco     | [ 45 ] |
| 23 settembre 2020 | in carica         | Agostino De Paolis | lista civica: Accadia insieme      | Sindaco     | [ 45 ] |

### Gemellaggi
Accadia è gemellato con:
- San Marco in Lamis, dal 2008[46];
- Spello, dal 2008 (patto d'amicizia)[47].

## Sport
Lo sport cittadino più praticato è il calcio. Ad Accadia sono presenti due squadre di calcio maschili:
- U.S.D. Sporting Accadia, fusasi nel 2019 con la VIS Ariano Calcio (una formazione di Ariano Irpino) per dar vita alla VIS Ariano Accadia[48];

La seconda squadra è il Real Accadia (settore giovanile).
La nuova squadra di pallavolo è l'Accadia Volley.
Altri sport sono tennis e karate, che pure vengono praticati nel Palazzetto dello sport locale. 
I principali impianti sportivi presenti ad Accadia sono:
- Palazzetto dello Sport: attrezzato per partite di calcetto, pallavolo, basket e tennis; questo presenta, all'esterno, un campo di calcetto, inaugurato nell'estate del 2006. Durante l'estate si organizzano dei tornei di calcetto che coinvolgono diverse squadre di Accadia e dei paesi limitrofi.